# Le Cabinet du docteur Caligari
Vous lisez un « article de qualité » labellisé en 2024.
Pour les articles homonymes, voir Caligari.
Pour plus de détails, voir Fiche technique et Distribution.
Le Cabinet du docteur Caligari (Das Cabinet des Dr. Caligari) est un film d'horreur muet allemand de Robert Wiene sorti en 1920. Généralement considéré comme la quintessence du cinéma expressionniste allemand, il met en scène l'histoire d'un hypnotiseur fou (Werner Krauss) qui utilise un somnambule (Conrad Veidt) pour commettre des meurtres. Le film se caractérise par un style visuel sombre et tordu, avec des formes pointues, des lignes obliques et courbes, des structures et des paysages qui se penchent et se tordent dans des angles inhabituels ainsi que des ombres et des traits de lumière peints directement sur les décors.
Le scénario s'inspire de diverses expériences vécues par Hans Janowitz et Carl Mayer, tous deux pacifistes et méfiants à l'égard de l'autorité après leur service dans l'armée pendant la Première Guerre mondiale. Le film utilise un récit-cadre, avec un prologue et un épilogue associés à un retournement final qui révèle que le récit principal est en réalité le délire d'un fou. Selon Janowitz, ce dispositif scénaristique leur a été imposé contre leur gré. La conception du film est confiée à Hermann Warm, Walter Reimann et Walter Röhrig, qui privilégient un style fantastique et graphique plutôt que naturaliste.
Le film a pour thème l'autorité brutale et irrationnelle. Différents écrivains et chercheurs estiment que le long métrage reflète un besoin inconscient de tyran dans la société allemande ; le film illustrerait l'obéissance de l'Allemagne à l'autorité et sa réticence à se rebeller contre toute autorité, même déraisonnée. Certains critiques interprètent Le Cabinet du docteur Caligari comme un symbole du gouvernement de guerre allemand, Cesare symbolisant l'homme ordinaire conditionné, comme les soldats, pour tuer. Le film aborde également le contraste déstabilisant entre la folie et la santé mentale, la perception subjective de la réalité et la dualité de la nature humaine.
Le Cabinet du docteur Caligari sort au moment où les industries cinématographiques étrangères assouplissent les restrictions sur l'importation de films allemands après la Première Guerre mondiale ; il a donc été projeté dans le monde entier. Les avis divergent quant à son succès économique et critique à sa sortie, mais les critiques et historiens du cinéma modernes le saluent largement comme un film révolutionnaire. Le critique Roger Ebert le qualifie de « premier vrai film d'horreur », tandis que le critique Danny Peary le considère comme le premier film culte de l'histoire du cinéma. Considéré comme un classique, Le Cabinet du docteur Caligari a contribué à attirer l'attention du monde entier sur la valeur artistique du cinéma allemand et a eu une influence majeure sur les films américains, notamment dans les genres de l'horreur et du film noir.

## Synopsis
Dans ce qui semble être un parc, Francis est assis sur un banc avec un homme plus âgé et se plaint que les esprits l'ont éloigné de sa famille et de sa maison. Lorsqu'une femme hébétée passe devant eux, Francis explique qu'elle est sa fiancée, Jane, et qu'ils ont subi une grande épreuve. La majeure partie du reste du film est un flashback de l'histoire de Francis, qui se déroule à Holstenwall, un village ombragé aux bâtiments tordus et aux rues en spirale. Francis et son ami Alan, qui se disputent gentiment l'affection de Jane, prévoient de visiter la foire du village. Pendant ce temps, un homme mystérieux, le Dr Caligari, demande au désagréable secrétaire de mairie un permis pour présenter un spectacle à la foire, qui met en scène Cesare, un somnambule. Le greffier se moque de Caligari et le réprimande, mais finit par délivrer le permis. Cette nuit-là, le greffier est poignardé à mort dans son lit.
Le lendemain matin, Francis et Alan visitent l'attraction de Caligari, où celui-ci ouvre une boîte ressemblant à un cercueil pour révéler Cesare endormi. Sur l'ordre de Caligari, Cesare se réveille et répond aux questions du public. Malgré les protestations de Francis, Alan demande : « Combien de temps vais-je vivre ? ». À l'horreur d'Alan, Cesare répond : « Le temps est court. Tu mourras à l'aube ! ». Plus tard dans la nuit, une silhouette s'introduit dans la maison d'Alan et le poignarde à mort dans son lit. Francis, accablé de douleur, enquête sur le meurtre d'Alan avec l'aide de Jane et de son père, le docteur Olsen, qui obtient de la police l'autorisation d'enquêter sur le somnambule. Cette nuit-là, la police appréhende un criminel en possession d'un couteau surpris en train de tenter d'assassiner une femme âgée. Interrogé par Francis et le Dr Olsen, le criminel avoue avoir tenté de tuer la vieille dame, mais nie toute implication dans les deux décès précédents ; il ne faisait que profiter de la situation pour détourner la responsabilité de lui-même.
La nuit, Francis espionne Caligari et observe ce qui semble être Cesare en train de dormir dans sa boîte. Cependant, le véritable Cesare se faufile dans la maison de Jane pendant qu'elle dort. Il lève un couteau pour la poignarder, mais au lieu de cela, il l'enlève après une lutte, la traînant par la fenêtre dans la rue. Poursuivi par une foule en colère, Cesare finit par lâcher Jane et s'enfuit ; il s'effondre et meurt. Francis confirme que le criminel qui a avoué le meurtre de la vieille dame est toujours enfermé et ne peut pas être l'agresseur de Jane. Francis et la police enquêtent sur l'attraction de Caligari et découvrent que le Cesare qui dort dans la boîte n'est qu'un mannequin. Caligari s'échappe dans la confusion. Francis le suit et voit Caligari entrer dans un asile d'aliénés.
Après une enquête plus approfondie, Francis est choqué d'apprendre que Caligari est le directeur de l'asile. Avec l'aide du personnel de l'asile, Francis étudie les dossiers et le journal intime du directeur pendant que ce dernier dort. Les écrits révèlent son obsession pour l'histoire d'un mystique du XVIIIe siècle nommé Caligari, qui utilisait un somnambule nommé Cesare pour commettre des meurtres dans les villes du nord de l'Italie. Le directeur, cherchant à comprendre le Caligari d'avant, expérimente sur un somnambule admis à l'asile, qui devient son Cesare. Le directeur de l'asile s'écrie : « Je dois devenir Caligari ! ». Francis et les médecins appellent la police dans le bureau de Caligari, où ils lui montrent le cadavre de Cesare. Caligari attaque alors un membre du personnel. Il est maîtrisé, attaché dans une camisole de force, et devient un détenu dans son propre asile.
Le récit revient au présent, où Francis termine son histoire. Dans un retournement final, Francis est dépeint comme un détenu de l'asile. Jane et Cesare sont également des patients ; Jane croit qu'elle est une reine, tandis que Cesare n'est pas un somnambule mais est éveillé, tranquille et sans danger apparent. L'homme que Francis appelle « Dr Caligari » est le directeur de l'asile. Francis l'attaque et est attaché avec une camisole de force, puis placé dans la même cellule où Caligari était enfermé dans l'histoire de Francis. Le directeur de l'asile annonce que, maintenant qu'il comprend le délire de Francis, il est sûr de pouvoir le guérir.

## Fiche technique
Sauf indication contraire, les informations mentionnées dans cette section peuvent être confirmées par la base de données cinématographiques IMDb,  présente dans la section « Liens externes ».
- Titre original : Das Cabinet des Dr. Caligari
- Titre français : Le Cabinet du docteur Caligari
- Réalisateur : Robert Wiene
- Assistant réalisateur : Rochus Gliese
- Scénario : Carl Mayer et Hans Janowitz
- Directeur de la photographie : Willy Hameister
- Décors : Hermann Warm, Walter Reimann, Walter Röhrig
- Musique : Giuseppe Becce, Alfredo Antonini, Timothy Brock, Richard Marriott, Peter Schirmann, Rainer Viertblöck, Donald Sosin
- Producteurs : Erich Pommer, Rudolf Meinert
- Société de production et de distribution : Decla-Bioskop
- Budget : 18 000 dollars[1],[2]
- Pays de production :  République de Weimar
- Format : Noir et blanc (teinté) - film muet - 1,33:1
- Genre : horreur[3], fantastique[4], thriller[1],[5],[6]
- Durée : 71 minutes
- Dates de sortie :
  - République de Weimar : 26 février 1920
  - France : 2 mars 1922 au Ciné-Opéra, Paris

## Distribution
- Werner Krauss : le docteur Caligari / le directeur de l'hôpital psychiatrique
- Conrad Veidt : Cesare, le somnambule
- Lil Dagover : Jane Olsen
- Friedrich Fehér : Franz
- Hans Heinrich von Twardowski : Alan
- Rudolf Lettinger : le docteur Olsen, père de Jane
- Rudolf Klein-Rogge : le cambrioleur
- Ludwig Rex : un meurtrier
- Elsa Wagner : la propriétaire
- Henri Peters-Arnolds : un jeune médecin
- Hans Lanser-Ludolff : un homme âgé
- Harry Froebess : un cascadeur

## Production

### Écriture du scénario
Le Cabinet du docteur Caligari est écrit par Hans Janowitz et Carl Mayer ; ils sont tous deux pacifistes lorsqu'ils se rencontrent après la Première Guerre mondiale,. Janowitz est officier pendant la guerre, expérience qui laisse chez lui une certaine amertume à l'égard de l'armée, affectant par la suite ses écrits,. Mayer feint quant à lui la folie pour éviter le service militaire pendant la guerre,, ce qui le conduit à subir des examens intenses de la part d'un psychiatre militaire,,. Cette expérience le rend méfiant à l'égard de l'autorité, et le psychiatre lui sert de modèle pour le personnage du Dr Caligari,. Janowitz et Mayer sont présentés en juin 1918 par un ami commun, l'acteur Ernst Deutsch. Les deux écrivains sont alors sans le sou. Gilda Langer, une actrice dont Mayer est amoureux, les encourage à écrire un film ensemble. Elle devient plus tard la base du personnage de Jane. Elle incite également Janowitz à consulter une diseuse de bonne aventure, qui prédit que Janowitz survivrait à son service militaire pendant la guerre, mais que Langer mourrait. Cette prédiction se révèle vraie, puisque Langer meurt subitement en 1920 à l'âge de 23 ans. Cet évènement inspire à Janowitz la scène dans laquelle Cesare prédit la mort d'Alan à la foire,.
Sans qu'aucun des deux n'ait de liens avec l'industrie cinématographique, Janowitz et Mayer écrivent un scénario en six semaines au cours de l'hiver 1918-19. Au sujet de leurs rôles respectifs dans l'écriture du scénario, Janowitz se définit comme « le père qui a planté la graine, et Mayer la mère qui l'a conçue et mûrie »,. Ils sont influencés par les travaux du cinéaste expressionniste Paul Wegener,. L'histoire est partiellement inspirée par un spectacle de cirque que les deux hommes visitent dans la Kantstrasse à Berlin,, intitulé Homme ou machine ?, dans lequel un homme réalise des tours de force après avoir été hypnotisé,,. Plusieurs expériences passées de Janowitz influencent ses écrits, notamment ses souvenirs de sa ville natale de Prague, et son service militaire, à l'origine de son aversion envers le « pouvoir autoritaire d'un État sans âme »,. Janowitz pense également avoir été témoin d'un meurtre en 1913 près d'un parc d'attractions sur la Reeperbahn de Hambourg, à côté du Holstenwall, meurtre ayant servi d'inspiration pour le scénario. Il aurait observé une femme disparaître dans des buissons, d'où un homme d'apparence respectable a émergé quelques instants plus tard. Le lendemain, Janowitz apprend que la jeune fille a été assassinée,,,,. Holstenwall devient par la suite le nom de la ville qui sert de décor pour Le Cabinet du docteur Caligari,,.
Janowitz et Mayer auraient entrepris d'écrire une histoire dénonçant la brutalité et la folie de toute forme d'autorité arbitraire. Janowitz dit avoir réalisé seulement des années après la sortie du film que leur intention était de dénoncer le pouvoir autoritaire d'un État inhumain,. Cependant, Hermann Warm, qui conçoit les décors du film, déclare que Mayer n'avait aucune intention politique lorsqu'il a écrit le film,. L'historien du cinéma David Robinson note que Janowitz ne fait référence aux intentions politiques du scénario que plusieurs décennies après la sortie de Caligari ; il suggère que le souvenir de Janowitz a pu changer en raison des interprétations ultérieures du film. Le film écrit par Janowitz et Mayer s'intitule Das Cabinet des Dr. Caligari, en utilisant l'orthographe anglaise cabinet plutôt que l'allemande Kabinett,. Le scénario définitif contient 141 scènes. Janowitz déclare que le nom de Caligari, qui n'est choisi qu'une fois le scénario achevé, est inspiré par un livre rare intitulé Lettres inconnues de Stendhal ; l'ouvrage contient une lettre de l'écrivain français Stendhal faisant référence à un officier français nommé Caligari qu'il a rencontré au théâtre de la Scala à Milan,,. Cependant, il n'existe aucune trace d'une telle lettre, et l'historien du cinéma John D. Barlow considère que Janowitz a peut-être inventé cette histoire. L'apparence physique de Caligari est inspirée par des portraits du philosophe allemand Arthur Schopenhauer. Le nom du personnage est orthographié Calligaris dans le seul script connu qui subsiste, bien que dans certains cas le s final soit supprimé. D'autres noms de personnages sont également orthographiés différemment du film final : Cesare est écrit Caesare, Alan est Allan ou parfois Alland et Dr Olfen devient Dr Olfens. De même, des personnages anonymes dans le film final ont des noms dans le scénario, notamment le greffier (Dr Lüders) et le cambrioleur (Jakob Straat).
L'histoire de Caligari est racontée de manière abstraite, comme un conte de fées, et ne décrit guère les motivations des personnages, ce qui est davantage accentué par le style visuel du film. Le scénario original présente peu de traces de l'influence expressionniste qui prévaut dans les décors et les costumes du film. Par l'intermédiaire du réalisateur Fritz Lang, Janowitz et Mayer rencontrent le directeur de la production du studio Decla-Bioskop Erich Pommer le 19 avril 1919 pour discuter de la vente du scénario,. Pommer affirme avoir tenté de se débarrasser d'eux, mais ils ont persisté jusqu'à ce qu'il accepte de les rencontrer. Pommer et son assistant, Julius Sternheim, sont si impressionnés que Pommer refuse de les laisser partir avant qu'un contrat ne soit signé ; cela lui permet d'acheter le scénario le soir même,. Les scénaristes demandent à l'origine pas moins de 10 000 marks, mais ils ne reçoivent finalement que 3 500 marks ; ils reçoivent la promesse de 2 000 marks supplémentaires une fois que le film est produit et 500 marks s'il est vendu pour une sortie à l'étranger, ce que les producteurs jugent peu probable. Le contrat, aujourd'hui conservé aux archives cinématographiques des archives fédérales allemandes à Berlin, confère à Pommer le droit d'apporter au scénario toutes les modifications jugées utiles. Pommer déclare avoir été attiré par le scénario parce qu'il pensait qu'il pouvait être tourné à peu de frais et car il présente des similitudes avec les films inspirés des spectacles d'horreur macabres du Grand-Guignol à Paris, populaires à l'époque. Il déclare plus tard : « Ils ont vu dans le scénario une 'expérience'. J'y ai vu un film relativement bon marché »,.

#### Récit-cadre
Le Cabinet du docteur Caligari fait usage d'un récit-cadre ; un prologue et un épilogue établissent le corps principal du film comme un flashback délirant, une technique inédite,. Fritz Lang déclare que, lors des premières discussions sur son éventuelle participation au film, il a suggéré l'ajout d'une scène d'ouverture au style « normal », qui introduirait le public vers le reste du film sans confusion,,. Il n'est pas clair si Lang a suggéré l'ajout d'un récit-cadre ou s'il a simplement donné des conseils sur la façon d'en écrire un. Certains auteurs, comme David Robinson, ont mis en doute l'exactitude des souvenirs de Lang. Le réalisateur, Robert Wiene, est favorable à ces changements. Janowitz affirme que Mayer et lui n'ont pas été informés des discussions sur l'ajout du récit-cadre et qu'ils s'y étaient fermement opposés, estimant que cela priverait le film de sa signification révolutionnaire et politique,. Selon lui, il s'agit d'une « violation illicite, d'un viol de notre travail » qui a transformé le film « en un cliché… dans lequel le propos devait disparaître »,. Janowitz indique que les scénaristes ont intenté une action en justice pour empêcher ce changement, mais qu'ils n'y sont pas parvenus. Il ajoute qu'ils n'ont pas vu le film dans sa version finale avec le récit-cadre avant qu'une avant-première ne soit montrée aux responsables du studio, après quoi les scénaristes « ont exprimé leur mécontentement dans une tempête de protestations tonitruantes ». Il a fallu les persuader de ne pas protester publiquement contre le film.
Dans son livre de 1947, From Caligari to Hitler, Siegfried Kracauer soutient, en se basant en grande partie sur un manuscrit non publié écrit et fourni par Janowitz, que le film ne comporte à l'origine aucun récit-cadre et qu'il commence par l'arrivée de la foire en ville pour se terminer par l'institutionnalisation de Caligari,,,. Il affirme ainsi que le récit-cadre glorifie l'autorité et a été ajouté pour transformer un film « révolutionnaire » en un film « conformiste ». On estimait qu'il n'existait plus aucune copie du scénario jusqu'au début des années 1950, lorsque l'acteur Werner Krauss a révélé qu'il avait encore sa copie,. Il a refusé de s'en séparer ; ce n'est qu'en 1978, deux décennies après sa mort, qu'elle a été achetée par les archives cinématographiques allemandes Deutsche Kinemathek,. Elle reste inaccessible au public jusqu'en 1995, lorsqu'une transcription complète est publiée.
Le script révèle qu'un récit-cadre fait partie du scénario original, bien qu'il soit différent de celui du film,,. Le manuscrit original s'ouvre sur l'élégante terrasse d'une grande villa, où Francis et Jane organisent une fête et où les invités insistent pour que Francis leur raconte une histoire qui lui est arrivée 20 ans plus tôt. La conclusion de l'histoire cadre est absente du scénario,. Les critiques s'accordent à dire que la découverte du scénario discrédite fortement la théorie de Kracauer,. Certains, comme l'historien allemand du cinéma Stephen Brockmann, vont même jusqu'à affirmer qu'elle réfute complètement ses affirmations. D'autres, comme John D. Barlow, estiment qu'elle ne règle pas la question, car le récit-cadre du scénario original sert simplement à introduire l'intrigue principale, plutôt que de la subvertir comme le fait la version finale du film.

### Développement
De nombreux détails sur le tournage du Cabinet du docteur Caligari sont contestés et le resteront probablement en raison du grand nombre de personnes impliquées dans la réalisation du film. La plupart d'entre elles s'en souviennent différemment ou déforment leur propre contribution à sa production,,,. La production du film est retardée de quatre ou cinq mois après l'achat du scénario. Pommer choisit initialement Fritz Lang comme réalisateur de Caligari, lequel tient des discussions sur le scénario avec Janowitz. Mais en raison de son implication dans le tournage de Les Araignées (Die Spinnen, 1919), Fritz Lang n'est pas disponible. Robert Wiene est choisi pour le remplacer,,,. Selon Janowitz, le père de Wiene, un acteur de théâtre à succès, est « devenu un peu fou lorsqu'il n'a plus pu se produire sur scène » ; Janowitz pense que cette expérience a aidé Wiene à acquérir une « compréhension intime » du matériau source de Caligari.

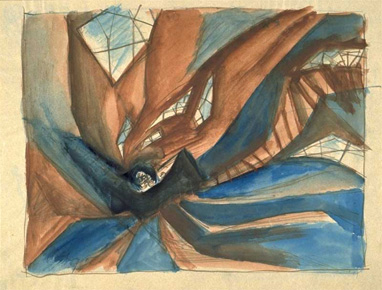
Ébauche de Walter Röhrig réalisée en 1919 pour Le Cabinet du docteur Caligari.

Rudolf Meinert, le producteur de Decla, présente Hermann Warm à Wiene et lui fournit le scénario du Cabinet du docteur Caligari, lui demandant de lui soumettre des suggestions concernant l'aspect visuel du film. Pour Warm, « les films doivent être des dessins qui prennent vie »,, et il considère qu'un décor naturaliste ne convient pas au sujet du film ; il recommande plutôt un style fantastique et pictural,, dans lequel les images sont fantaisistes, cauchemardesques et insolites. Warm associe au projet deux de ses amis, les peintres et scénographes Walter Reimann et Walter Röhrig,,, tous deux associés au magazine artistique et littéraire berlinois Der Sturm,,. Le trio passe une journée entière et une partie de la nuit à lire le scénario, après quoi Reimann suggère un style expressionniste,,, style qu'il emploie souvent dans ses propres peintures,,. Ils ont également l'idée de peindre des formes et des ombres directement sur les décors pour leur donner un aspect sombre et irréel. Selon Warm, les trois hommes proposent l'idée à Wiene, qui a immédiatement accepté,,, bien que Wiene ait affirmé avoir conçu le style expressionniste du film. Meinert accepte l'idée après une journée de réflexion ; il demande à Warm, Reimann et Röhrig de rendre les décors aussi « fous » et « excentriques » que possible,. Il adhère à l'idée pour des raisons commerciales et non esthétiques : l'expressionnisme étant à la mode à l'époque, il en conclut que même si le film reçoit de mauvaises critiques, son style artistique pourrait attirer l'attention et le rendre rentable.

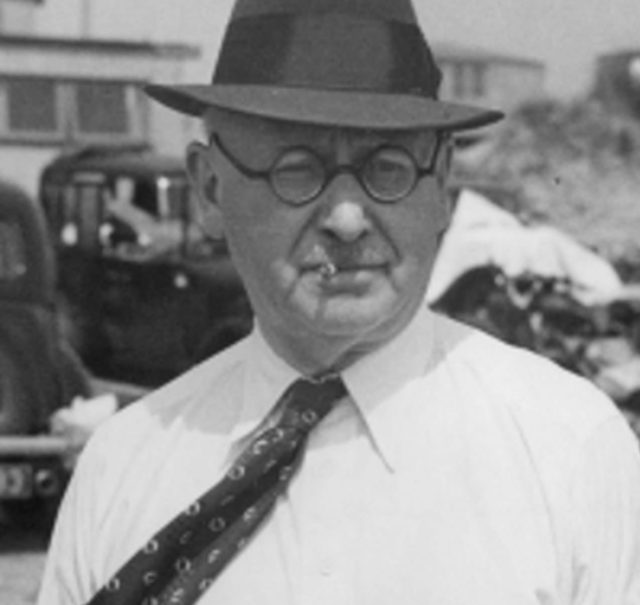
Robert Wiene dans les années 1930.

Wiene filme une scène test pour illustrer les propositions de Warm, Reimann et Röhrig ; la scène impressionne tellement les producteurs qu'ils donnent carte blanche aux artistes. Pommer déclare par la suite être responsable de la mise en place des décors pour Warm, Reimann et Röhrig, mais Warm affirme que, bien que Pommer ait été responsable de la production chez Decla au moment de la réalisation de Caligari, il n'est pas le producteur du film lui-même. Selon lui, Meinert est le véritable producteur du film, et c'est lui qui a donné le manuscrit à Warm,,. Selon Warm, Meinert a produit le film « malgré l'opposition d'une partie de la direction de Decla »,. Meinert déclare que Pommer n'a « pas approuvé » le style visuel abstrait du film. Néanmoins, Pommer affirme avoir supervisé Le Cabinet du docteur Caligari, et que son style expressionniste a été choisi en partie pour le différencier des films hollywoodiens concurrents. À l'époque, la mentalité dominante est que la réussite artistique conduit au succès des exportations vers les marchés cinématographiques étrangers. La domination d'Hollywood à l'époque, associée à une période d'inflation et de dévaluation monétaire, force les studios de cinéma allemands à rechercher des projets qui peuvent être réalisés à peu de frais, alliant des éléments réalistes et artistiques afin que les films soient accessibles au public américain tout en se distinguant des films d'Hollywood,. Pommer soutient que si Mayer et Janowitz ont exprimé leur désir d'expérimentation artistique pour ce film, sa décision d'utiliser des toiles peintes comme décors est avant tout commerciale, car elles représentent d'importantes économies par rapport à la construction de décors,.
Janowitz affirme avoir tenté de commander les décors au designer et graveur Alfred Kubin, connu pour son utilisation intensive de la lumière et de l'ombre pour créer un sentiment de chaos,,, mais Kubin refuse de participer au projet car il est trop occupé,,. Cependant, selon une autre version, Janowitz aurait demandé à Decla des « peintures de Kubin », mais la société aurait compris « peintres cubistes » à la place, l'amenant à engager Reimann et Röhrig. David Robinson affirme que cette histoire est probablement un embellissement dû au mépris de Janowitz pour les deux artistes. Janowitz indique que Mayer et lui ont l'idée de peindre les décors sur toile et que le scénario du tournage comporte des instructions écrites pour que les décors soient conçus dans le style de Kubin,. Cependant, la redécouverte ultérieure du scénario original réfute cette affirmation, car il ne comporte aucune instruction concernant les décors. Cette affirmation est également contestée par un article de Barnet Braverman paru en 1926 dans le magazine Billboard, qui soutient que le scénario ne fait aucune mention d'un style visuel non conventionnel, et que Janowitz et Mayer sont en réalité fortement opposés à toute stylisation du film. Elle précise que Mayer a fini par apprécier le style visuel, mais que Janowitz y est resté opposé des années après la sortie du film.

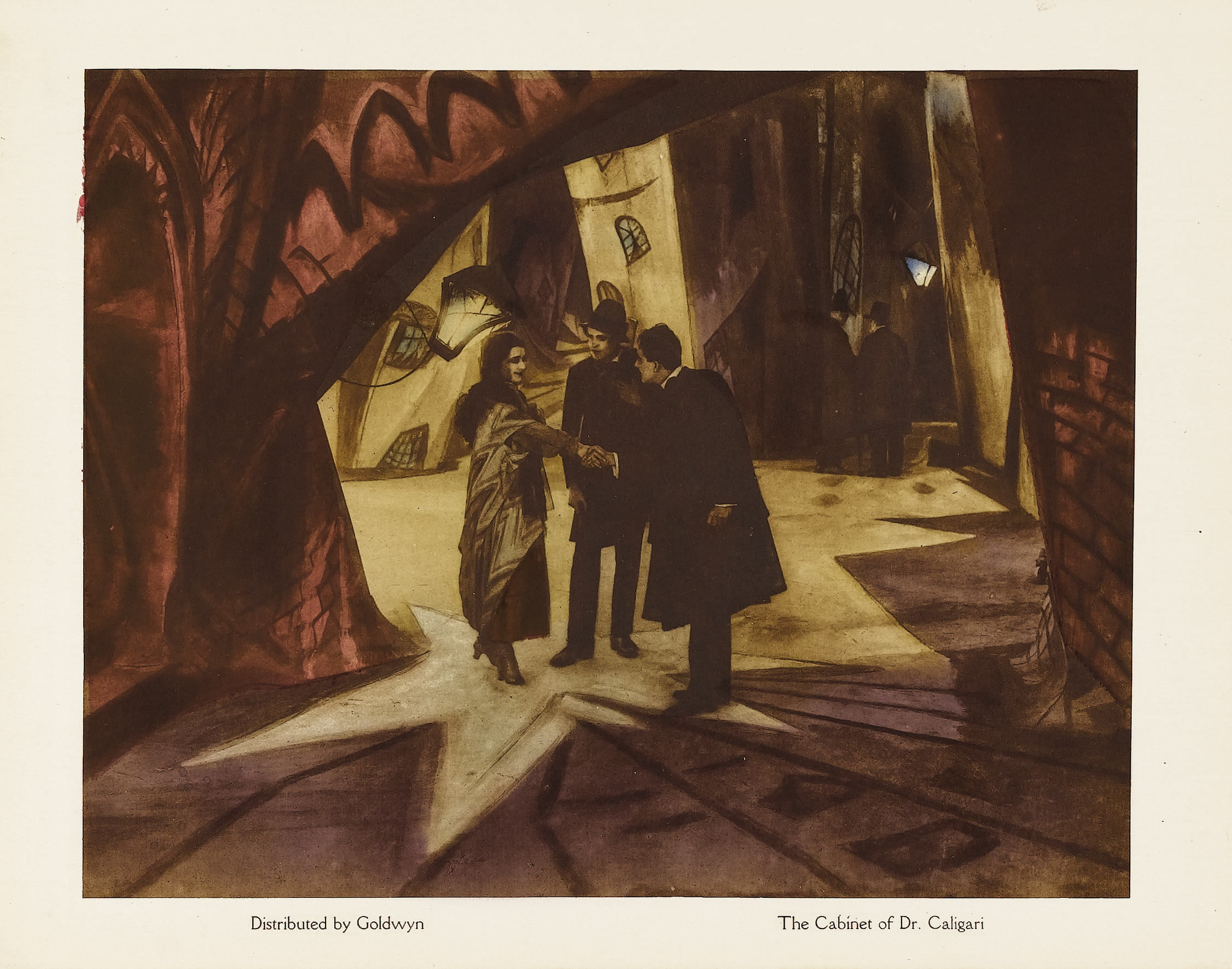
Lobby card représentant Jane, Franz et Alan en train de discuter.

La préparation des décors, des costumes et des accessoires prend environ deux semaines. Warm travaille principalement sur les décors, Röhrig s'occupe de la peinture et Reimann est responsable des costumes. Robinson fait remarquer que les costumes dans Caligari évoquent une grande variété d'époques. Par exemple, les costumes de Caligari et des forains correspondent à l'ère Biedermeier, tandis que ceux de Jane incarnent le romantisme. De plus, selon Robinson, le costume de Cesare et ceux des policiers dans le film semblent abstraits, tandis que ceux de nombreux autres personnages ressemblent à des vêtements allemands ordinaires des années 1920. La nature collaborative de la production du film montre l'importance que les scénaristes et les décorateurs ont dans le cinéma allemand des années 1920,, bien que le critique de cinéma Lotte Eisner ait déclaré que les décors ont plus d'importance que toute autre chose dans les films allemands à cette époque. Si Le Cabinet du docteur Caligari est généralement considéré comme le premier film expressionniste allemand, l'auteur Stephen Brockmann et le critique de cinéma Mike Budd estiment qu'il est également influencé par le romantisme allemand,. Budd note que les thèmes de la folie et du rejet de l'autorité sont communs au romantisme allemand dans la littérature, le théâtre et les arts visuels. Le spécialiste du cinéma Vincent LoBrutto estime que le théâtre de Max Reinhardt et le style artistique de Die Brücke ont également influencé le film.

### Distribution des rôles

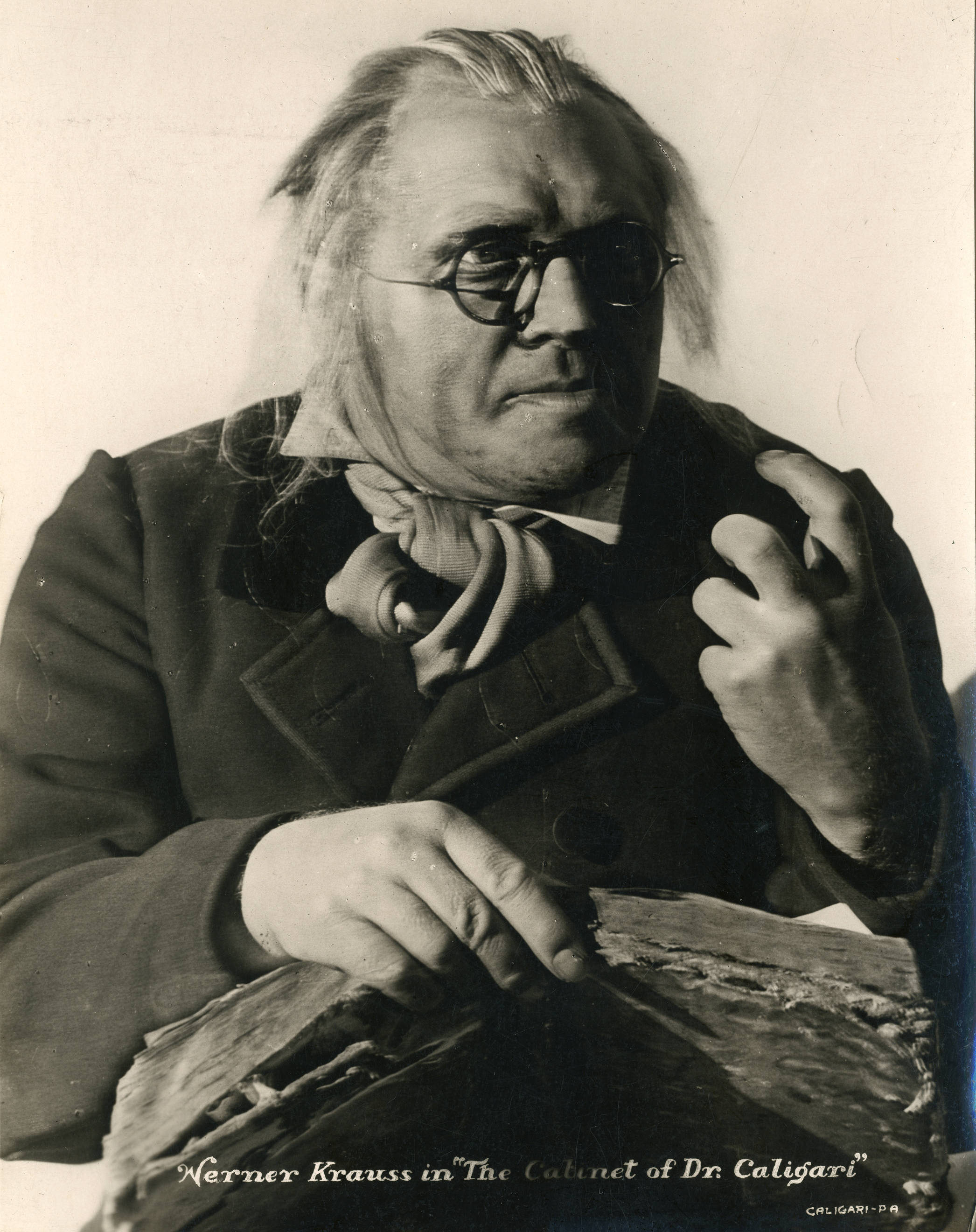
Werner Krauss, qui incarne le Dr Caligari, a proposé de modifier son maquillage et ses costumes pour qu'ils correspondent au style expressionniste du film.

Gilda Langer et Ernst Deutsch doivent initialement tenir les rôles de Gilda et de Cesare,. Mais au moment de la distribution des rôles, Langer avait délaissé Janowitz et Mayer au profit du réalisateur Paul Czinner. Le rôle de Jane revient finalement à Lil Dagover. Le rôle de Cesare, qui doit revenir à l'acteur Ernst Deutsch, un ami de Janowitz, est finalement attribué à Conrad Veidt. Le rôle de Caligari, lui, est écrit spécifiquement pour Werner Krauss,, qui a été remarqué par Ernst Deutsch lors de répétitions d'une pièce de Max Reinhardt ; Janowitz affirme que seuls Werner Krauss ou Paul Wegener auraient pu jouer ce rôle. Les acteurs Werner Krauss et Conrad Veidt participent avec enthousiasme à de nombreux aspects de la production. Krauss suggère ainsi des modifications à son propre maquillage et à ses costumes, y compris des éléments tels qu'un haut-de-forme, une cape et une canne avec un manche en ivoire pour son personnage. Les acteurs du Cabinet du docteur Caligari sont conscients de la nécessité d'adapter leur maquillage, leurs costumes et leur apparence au style visuel du film. Une grande partie du jeu d'acteur dans les films muets allemands de l'époque est déjà expressionniste, imitant les aspects pantomimiques du théâtre expressionniste. Les performances de Krauss et Veidt dans Le Cabinet du docteur Caligari sont typiques de ce style, car ils ont tous deux une expérience du théâtre d'influence expressionniste ; selon John D. Barlow, cela explique qu'ils semblent plus à l'aise dans leur environnement dans le film que les autres acteurs. Avant le tournage, Kraus et Veidt se sont produits sur scène à l'hiver 1918 dans un drame expressionniste, Seeschlacht de Reinhold Goering, au Deutsches Theater. En revanche, l'actrice Lil Dagover possède peu d'expérience en matière de théâtre expressionniste, ce qui explique, selon Barlow, que son jeu soit moins harmonieux avec le style visuel du film.
Wiene demande aux acteurs d'adopter une gestuelle proche de la danse, notamment à Veidt, mais aussi à Krauss, Dagover et Friedrich Feger, qui joue le rôle de Francis. Krauss et Veidt sont les seuls acteurs dont les performances correspondent pleinement à la stylisation des décors, ce qu'ils ont obtenu en concentrant leurs mouvements et leurs expressions faciales,. Pour Barlow, « Veidt se déplace le long du mur comme s'il l'avait « exsudé »… faisant plus partie d'un monde d'objets que d'un monde humain » ; quant à Krauss, il « se déplace avec une méchanceté anguleuse, ses gestes semblent brisés ou fissurés par la force obsessionnelle qui l'habite, une force qui semble émerger d'un état toxique constant, un autoritarisme tordu sans scrupules et totalement insensible »,. La plupart des autres acteurs adoptent un jeu plus naturaliste. Alan, Jane et Francis interprètent les rôles d'un trio heureux et idyllique profitant de la jeunesse ; Alan en particulier représente l'archétype de l'étudiant sensible du XIXe siècle. Mike Budd souligne que la présence de personnages réalistes dans des décors stylisés constitue une des caractéristiques du théâtre expressionniste. Toutefois, David Robinson fait remarquer que même les seconds rôles les plus réalistes de Caligari comportent des éléments expressionnistes, comme le « visage étrange et tourmenté » de Hans-Heinz von Twardowski dans le rôle d'Alan. Il cite également les « grands mouvements angulaires » de Feher, en particulier dans la scène où il fouille la foire déserte. D'autres rôles secondaires sont de nature expressionniste, comme les deux policiers qui s'assoient face à face à leur bureau et se déplacent avec une symétrie exagérée, ou les deux domestiques qui se réveillent et se lèvent de leur lit en parfaite synchronisation. Vincent LoBrutto évoque en ces termes le jeu des acteurs dans le film :

« Le style des acteurs est aussi émotionnellement excessif que le style narratif et visuel du Cabinet du docteur Caligari. Le comportement des personnages représente les émotions des acteurs face à l'environnement expressionniste et aux situations dans lesquelles ils se trouvent. La mise en scène et les mouvements des acteurs répondent à l'hystérie des machinations de Caligari et au labyrinthe de la maison de fous qui semble être le reflet d'un miroir fou et non d'un village ordonné,. »

### Tournage
Le tournage du Cabinet du docteur Caligari débute à la fin du mois de décembre 1919 et s'achève à la fin du mois de janvier 1920,. Il est entièrement tourné en studio, sans aucune prise de vue en extérieur,,, ce qui est inhabituel pour les films de l'époque. Ce choix est contraint par le style visuel expressionniste du film. Le degré de participation de Mayer et Janowitz pendant le tournage est sujet à débat : Janowitz affirme Mayer et lui ont refusé à plusieurs reprises d'autoriser toute modification du scénario pendant la production, et Pommer soutient que Mayer était présent sur le plateau tous les jours du tournage. Cependant, Hermann Warm soutient qu'ils n'ont jamais assisté au tournage ni participé à aucune discussion pendant la production,.
Le Cabinet du docteur Caligari est tourné dans le studio de cinéma Lixie-Atelier (qui appartenait autrefois à Continental-Kunstfilm) au 9 Franz Joseph-Strasse (aujourd'hui Max Liebermannstraße), Weißensee, une banlieue nord-est de Berlin,. Decla tourne des films au studio Lixie depuis octobre 1919, après avoir sorti trois films, La Peste à Florence (Die Pest in Florenz, 1919) et les deux parties des Araignées (Die Spinnen, 1919),. La taille relativement petite du studio (construit environ cinq ans plus tôt, en 1914) implique que la plupart des décors utilisés dans le film ne dépassent pas six mètres de largeur et de profondeur. Certains éléments du scénario original sont supprimés en raison de l'espace limité, notamment une procession de gitans, une charrette à bras poussée par Caligari, la voiture de Jane et une scène de poursuite comprenant des fiacres. De même, le scénario prévoit une scène de fête foraine avec des manèges, des orgues de Barbarie, des aboyeurs, des artistes et des ménageries, mais rien de tout cela ne peut être réalisé dans l'espace restreint. Au lieu de cela, les scènes utilisent une peinture de la ville de Holstenwall comme arrière-plan ; des foules de personnes marchent autour de deux manèges tournants, ce qui crée l'impression d'une fête foraine. Le scénario fait également référence à des éléments modernes comme le téléphone, le télégramme et la lumière électrique, mais ils sont éliminés pendant le tournage ; le décor final du film n'indique donc pas de période spécifique.

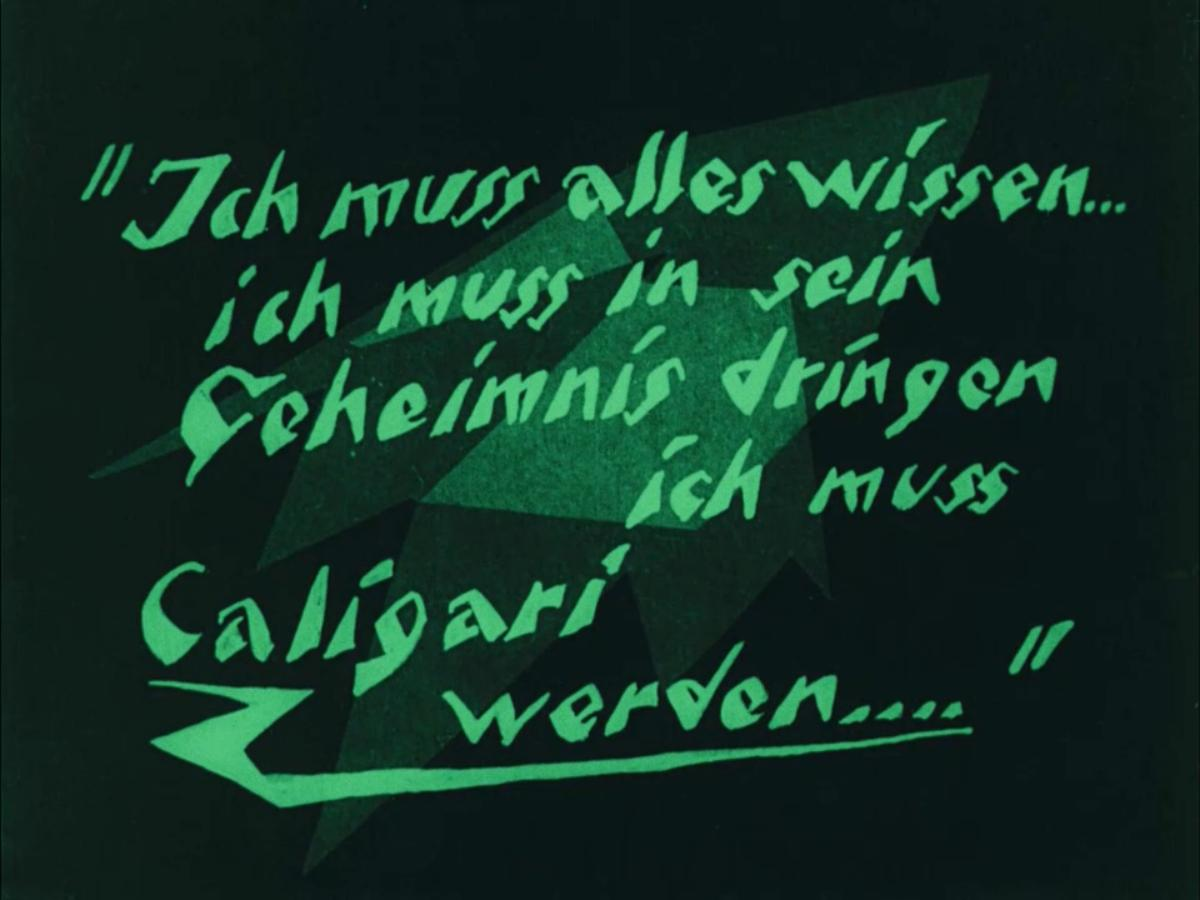
Le Cabinet du docteur Caligari utilise des intertitres stylisés.

Plusieurs scènes du scénario sont coupées pendant le tournage ; la plupart d'entre sont des séquences de transition ou des intertitres jugés inutiles. L'une des scènes les plus importantes à être coupée met en scène le fantôme d'Alan dans un cimetière. La scène où le secrétaire de mairie réprimande Caligari s'écarte considérablement du scénario original, qui prévoit simplement que le secrétaire soit « impatient »,. Il est beaucoup plus violent dans la scène telle qu'elle est filmée, perché sur un banc exagérément haut qui domine Caligari. Une autre entorse au scénario intervient lorsque Caligari réveille Cesare pour la première fois, l'un des moments les plus célèbres du film. Dans le scénario, Cesare est censé haleter et se débattre pour respirer, puis trembler violemment et s'effondrer dans les bras de Caligari. Dans le film, il n'y a pas de lutte physique : la caméra réalise seulement un zoom sur le visage de Cesare alors qu'il ouvre progressivement les yeux. Les intertitres originaux de Caligari comportent des lettres stylisées, difformes, avec des soulignements excessifs, des points d'exclamation et parfois des orthographes archaïques. Ce style bizarre, qui correspond à celui du film dans son ensemble, imite le lettrage des affiches expressionnistes de l'époque,. Les cartons titres originaux sont teintés en vert, bleu acier et brun. De nombreuses copies modernes du film ne conservent pas le lettrage original.
La photographie est assurée par Willy Hameister, qui a collaboré par la suite avec Wiene sur d'autres films. La mise en scène de Caligari est assez simple et sert principalement à montrer les décors,, alternant principalement entre des plans moyens et plans de face, avec parfois des gros plans brusques pour créer un sentiment de choc. La mise en scène comporte peu de plans longs ou de mouvements panoramiques,. De même, il y a très peu de montage entre les différentes scènes. La plupart des scènes se suivent sans s'entrecouper, ce qui donne à Caligari un aspect plus théâtral que cinématographique. Le film est souvent assez peu éclairé, ce qui accentue le sentiment d'obscurité qui prévaut dans l'histoire. Cependant, l'éclairage est parfois utilisé pour intensifier le malaise créé par les distorsions des décors. Par exemple, lorsque Cesare se réveille à la foire, une lumière est projetée directement sur un gros plan de son visage très maquillé pour créer une lueur inquiétante. De plus, l'éclairage est utilisé d'une manière innovante à l'époque pour projeter une ombre contre le mur pendant la scène où Cesare tue Alan, de sorte que le spectateur ne voit que l'ombre et non les personnages eux-mêmes. Des techniques d'éclairage comme celle-ci seront fréquemment utilisées dans les films allemands ultérieurs,.

## Style visuel

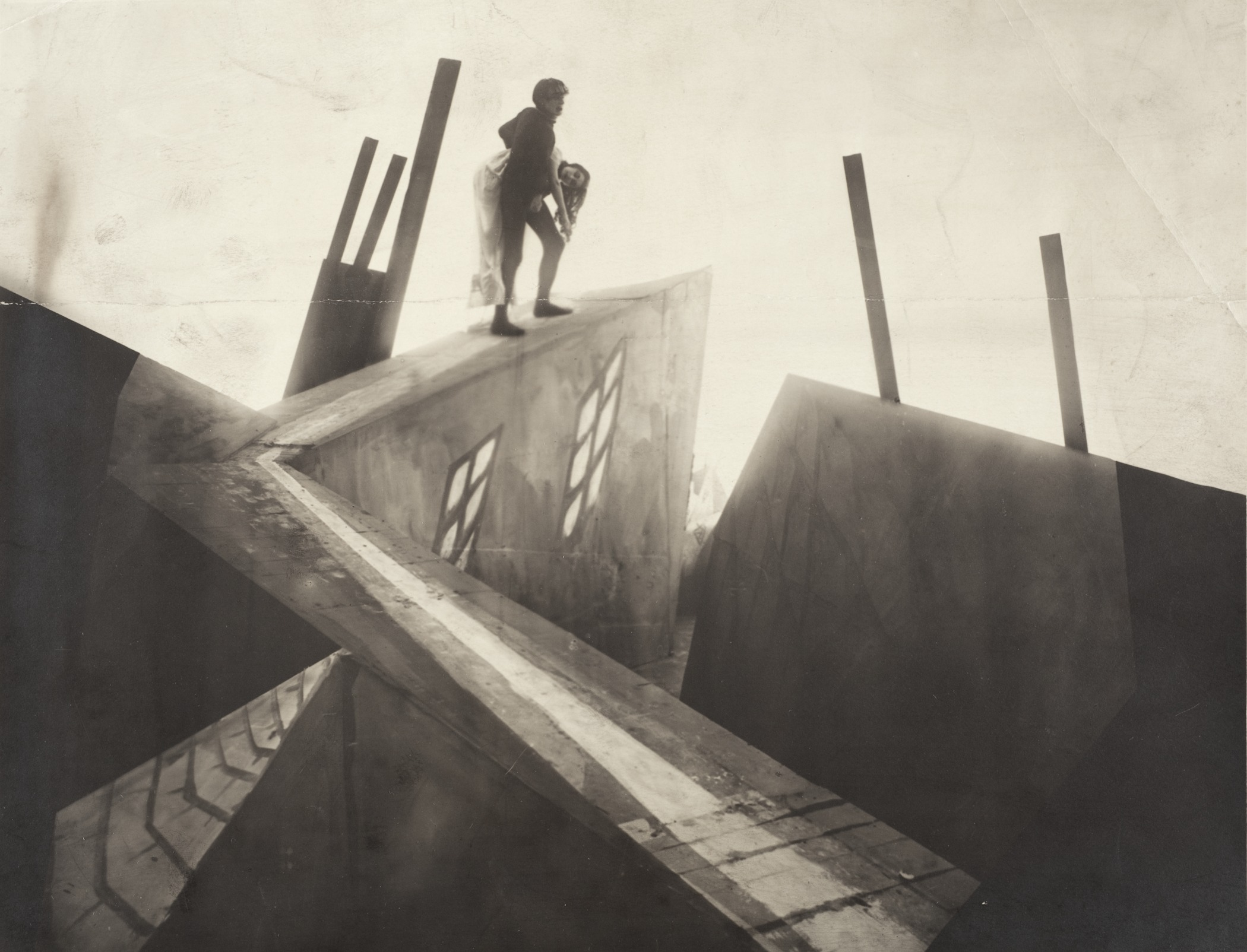
Le style visuel du Cabinet du docteur Caligari comprend des formes volontairement tordues, des ombres et des faisceaux lumineux peints directement sur les décors.

Le style visuel du Cabinet du docteur Caligari est sombre, tordu et bizarre ; des distorsions radicales et délibérées de la perspective, de la forme, de la dimension et de l'échelle créent une atmosphère chaotique et désordonnée,,. Les décors sont dominés par des formes pointues et des lignes obliques et courbes, avec des rues étroites et en spirale, et des structures et des paysages qui se penchent et se tordent selon des angles inhabituels, donnant l'impression qu'ils pourraient s'effondrer ou exploser à tout moment,. Le critique de cinéma Roger Ebert l'a décrit comme « un paysage déchiqueté d'angles aigus, de murs et de fenêtres obliques, d'escaliers en diagonale, d'arbres aux feuilles hérissées, d'herbes qui ressemblent à des couteaux »,. Les décors sont caractérisés par des coups de pinceau noirs et audacieux. Le paysage d'Holstenwall est peint sur une toile, par opposition à un décor construit, tandis que les ombres et les traits de lumière sont peints directement sur les décors, ce qui fausse encore plus le sens de la perspective et de la tridimensionnalité du spectateur. Les bâtiments sont regroupés et reliés entre eux dans une architecture cubiste, entourés de ruelles sombres et tortueuses,,,. Pour Lotte Eisner, auteure de L'écran démoniaque, les objets du film donnent l'impression de prendre vie et « vibrent d'une extraordinaire spiritualité »,. Rudolf Kurtz, scénariste et auteur de Expressionismus und Film, ajoute que « la dynamique des objets témoigne de leur désir d'être créés »,. Les pièces ont des fenêtres radicalement décalées avec des cadres déformés, des portes qui ne sont pas d'équerre et des chaises trop hautes,,,. Des motifs et des figures étranges sont peints sur les murs des couloirs et des pièces, et les arbres à l'extérieur ont des branches tordues semblables à des tentacules.
Selon le professeur de cinéma allemand Anton Kaes, « le style expressionniste allemand a permis aux cinéastes d'expérimenter la technologie cinématographique et les effets spéciaux et d'explorer le monde tourmenté des désirs refoulés, des peurs inconscientes et des obsessions dérangées »,. Le style visuel de Caligari inspire un sentiment d'anxiété et de terreur au spectateur, donnant l'impression d'un cauchemar ou d'une atmosphère déséquilibrée,, ou d'un lieu transformé par le mal, d'une manière plus efficace que ne le feraient des lieux réalistes ou des concepts de design conventionnels. Au sujet des décors, Kracauer écrit qu'ils « constituent une transformation parfaite d'objets matériels en ornements émotionnels »,. La majorité de l'histoire et des scènes du film sont des souvenirs évoqués par un narrateur fou, et par conséquent, le style visuel déformé reflète sa dépression mentale ; cela donne aux spectateurs l'impression d'être dans l'esprit d'un fou,,. Comme pour les peintures expressionnistes allemandes, le style visuel de Caligari reflète une réaction émotionnelle au monde, et les personnages du film représentent une réponse émotionnelle à la terreur de la société incarnée par Caligari et Cesare. Souvent dans le film, les décors symbolisent l'état émotionnel des personnages de la scène. Par exemple, la cour de l'asile d'aliénés présentée dans le récit-cadre est largement disproportionnée. Les personnages semblent trop grands pour le petit bâtiment, et le sol de la cour comporte un motif bizarre, qui représente l'état d'esprit endommagé des patients. De même, la scène avec le criminel dans une cellule de prison présente un décor avec de longues ombres verticales peintes ressemblant à des pointes de flèches ; ces flèches pointent vers le bas sur le prisonnier accroupi, produisant un effet oppressant qui symbolise son abattement.
Pour Stephen Brockmann, le fait que Caligari ait été entièrement filmé en studio renforce la folie dépeinte par les images du film car « il n'y a pas d'accès à un monde naturel au-delà du monde de la psyché humaine tourmentée »,. Les décors comportent parfois des images circulaires qui reflètent le chaos du film, présentant des motifs de mouvement qui semblent ne mener nulle part ; par exemple, le manège de la foire se déplace selon un angle incliné qui donne l'impression qu'il risque de s'effondrer. D'autres éléments du film véhiculent les mêmes motifs visuels que les décors, notamment les costumes et les maquillages de Caligari et Cesare, qui sont tous deux très exagérés et grotesques. Même les cheveux des personnages sont un élément de design expressionniste, en particulier les mèches noires, hérissées et dentelées de Cesare. Ce sont les deux seuls personnages du film à avoir un maquillage et des costumes expressionnistes, ce qui donne l'impression qu'ils sont les seuls à avoir leur place dans ce monde déformé. Cependant, malgré leur apparente normalité, Francis et les autres personnages ne semblent jamais perturbés par la folie qui les entoure et qui se reflète dans les décors ; ils réagissent au contraire comme s'ils faisaient partie d'un décor normal.

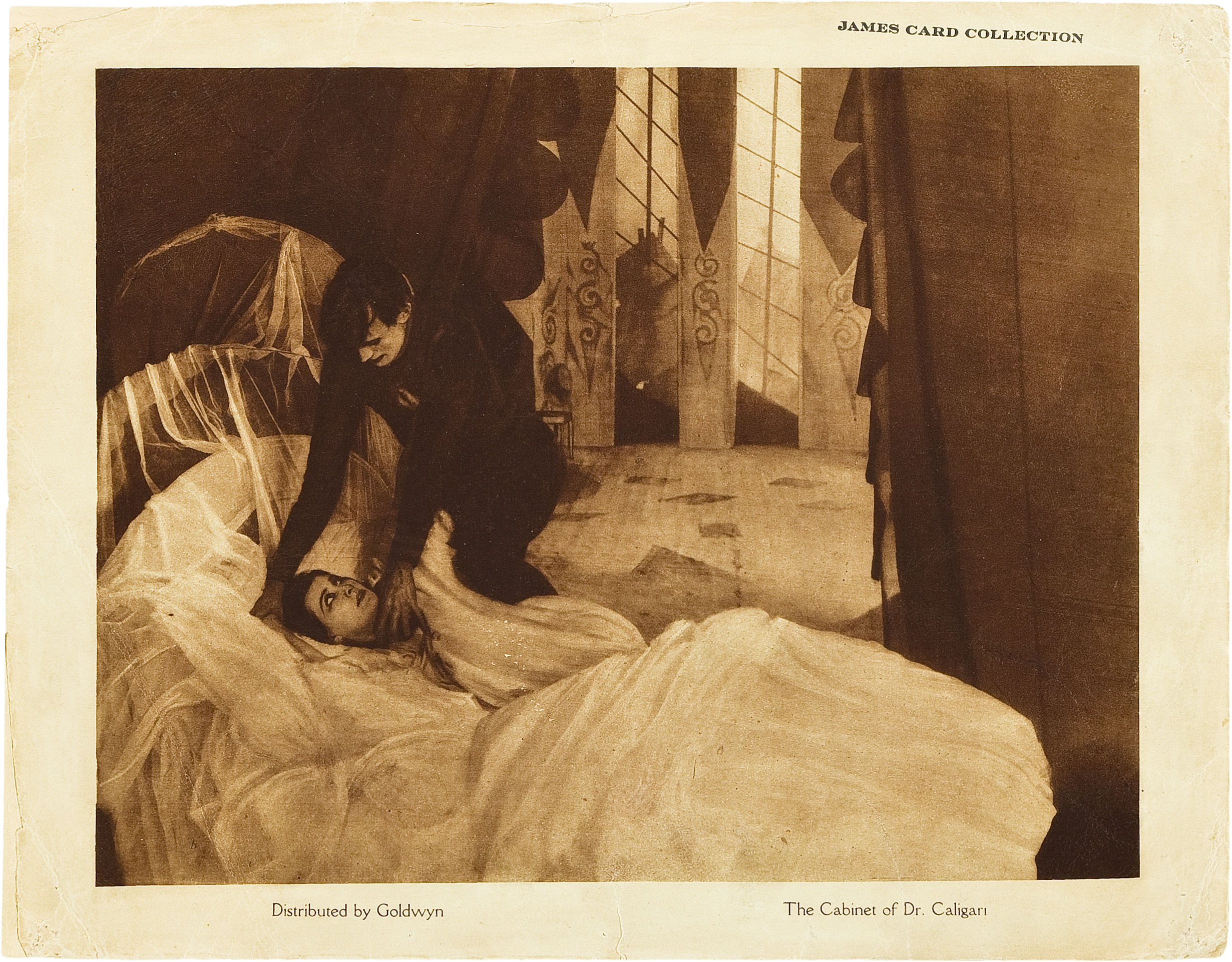
Lobby card représentant l'intrusion de Cesare dans la maison de Jane pendant qu'elle dort.

Certaines scènes tranchent avec le style expressionniste du film, comme les scènes se déroulant dans les maisons de Jane et d'Alan, où l'on retrouve des décors normaux et des meubles bourgeois qui transmettent un sentiment de sécurité et de tranquillité autrement absent du film,. Pour Eisner, il s'agit d'une erreur de continuité « fatale »,, ce que conteste John D. Barlow qui affirme que c'est une caractéristique commune aux récits de rêves de comporter des éléments normaux ; il ajoute que la banalité de la maison de Jane en particulier peut représenter le sentiment de confort et de refuge que Francis ressent en sa présence. Mike Budd soutient quant à lui que si le style visuel expressionniste est dérangeant et rebutant au début, les personnages commencent à se mélanger plus harmonieusement au fur et à mesure que le film progresse si bien que le décor est progressivement relégué au second plan.
Selon David Robinson, Caligari n'est pas un véritable exemple d'expressionnisme, mais simplement une histoire conventionnelle à laquelle on a appliqué quelques éléments de cette forme d'art. Il affirme que l'histoire elle-même n'est pas expressionniste et que le film aurait pu être réalisé dans un style traditionnel, mais que des éléments visuels inspirés de l'expressionnisme lui ont été appliqués à titre décoratif. De même, Budd qualifie le film de récit conventionnel et classique, similaire à un roman policier en raison de la quête de Francis pour démasquer l'assassin d'Alan. Il déclare que seuls les décors expressionnistes du film le rendent transgressif. Hans Janowitz nourrit lui aussi des pensées similaires : « Ce style particulier de peinture n'était-il qu'un habillage pour le drame ? N'était-ce qu'un accident ? N'aurait-il pas été possible de changer cet habillage, sans porter atteinte à l'effet profond du drame ? Je n'en sais rien »,.

## Sortie

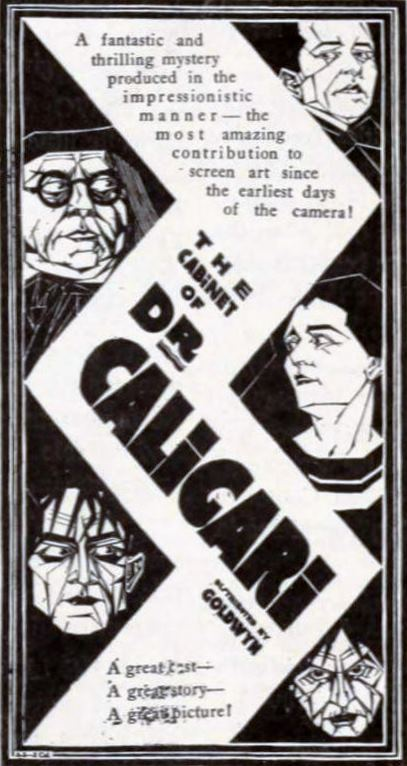
Publicité dans un journal américain pour Le Cabinet du docteur Caligari, tirée du dossier de presse de Goldwyn Pictures.

Bien qu'il soit souvent considéré comme un film d'art par certains critiques et spécialistes modernes, Le Cabinet du docteur Caligari est produit et commercialisé de la même manière qu'une production commerciale normale de l'époque, ciblant à la fois l'élite du marché artistique et le public plus commercial des films d'horreur,. Le film est largement commercialisé avant sa sortie, et des publicités sont diffusées avant même qu'il ne soit terminé. De nombreuses affiches et annonces dans les journaux reprennent la phrase énigmatique du film : « Du musst Caligari werden ! », soit « Vous devez devenir Caligari ! »,. Caligari est présenté en première au théâtre Marmorhaus de Berlin le 26 février 1920, moins d'un mois après son achèvement. Les cinéastes sont si nerveux à l'idée de la projection qu'Erich Pommer, en se rendant au théâtre, se serait exclamé : « ce sera un terrible échec pour nous tous ! »,,. Comme pour la réalisation du film, plusieurs légendes urbaines entourent la première du film. L'une d'entre elles, évoquée par les auteurs Roger Manvell et Heinrich Fraenkel dans The German Cinema, suggère que le film a été mis de côté « faute de débouché approprié » et qu'il n'a été projeté au Marmorhaus que parce qu'un autre film était tombé à l'eau. Une autre suggère que le théâtre a retiré le film après seulement deux séances parce que le public a exigé d'être remboursé et a manifesté fortement contre le film. Cette histoire est racontée par Pommer, qui a affirmé que le Marmorhaus a repris Caligari et l'a présenté avec succès pendant trois mois après avoir passé six mois à travailler sur une campagne publicitaire pour le film. David Robinson affirme qu'aucune de ces légendes urbaines n'était vraie, et que la dernière a été inventée par Pommer pour accroître sa propre réputation. Au contraire, Robinson indique que la première a connu un grand succès, restant à l'affiche pendant quatre semaines, une durée inhabituelle pour l'époque, et revenant deux semaines plus tard. Selon lui, le film est si bien accueilli que des femmes dans le public ont crié lorsque Cesare a ouvert les yeux lors de sa première scène, et d'autres se sont évanouies lors de la scène où Cesare enlève Jane,.
Le Cabinet du docteur Caligari sort à une époque où les industries cinématographiques étrangères commencent à assouplir les restrictions sur l'importation de films allemands après la Première Guerre mondiale. Le film est acheté pour être distribué aux États-Unis par la Goldwyn Distributing Company, et sa première américaine a lieu au Capitol Theatre de New York le 3 avril 1921. Il bénéficie d'un prologue et d'un épilogue joués en direct,, ce qui n'est pas inhabituel pour les premières de films dans les grands théâtres de l'époque. Dans le prologue, le film est présenté par un personnage appelé « Cranford », qui s'identifie comme l'homme avec lequel Francis parle dans la scène d'ouverture. Dans l'épilogue, Cranford revient et s'exclame que Francis s'est complètement remis de sa folie. Mike Budd pense que ces ajouts ont simplifié le film et l'ont « adapté à la consommation de masse »,, contrairement à Robinson qui affirme qu'il s'agit d'une simple nouveauté théâtrale normale pour l'époque. Samuel Roxy Rothafel, directeur du Capitol Theatre, demande au chef d'orchestre Ernö Rapée de composer un accompagnement musical comprenant des parties de chansons des compositeurs Johann Strauss III, Arnold Schönberg, Claude Debussy, Igor Stravinsky et Sergueï Prokofiev. Rotafel souhaite que la partition corresponde à l'ambiance sombre du film : « La musique devait, pour ainsi dire, pouvoir être admise dans un pays de cauchemar »,.
Le Cabinet du docteur Caligari est présenté en première à Los Angeles au Miller's Theater le 7 mai 1921, mais la salle de cinéma est contrainte de le retirer en raison de manifestations de protestataires. Cependant, la manifestation est organisée par la branche hollywoodienne de l'American Legion en raison des craintes de chômage découlant de l'importation de films allemands en Amérique, et non en raison d'objections quant au contenu de Caligari lui-même. Après avoir été présenté dans les grands cinémas commerciaux, Caligari commence à être projeté dans des cinémas plus petits et dans les sociétés cinématographiques des grandes villes. Les chiffres du box-office ne sont pas régulièrement publiés dans les années 1920, il est donc difficile d'évaluer le succès ou l'échec commercial de Caligari aux États-Unis. Les historiens du cinéma Kristin Thompson et David B. Pratt ont étudié séparément les publications commerciales de l'époque pour tenter de le déterminer. Ils sont parvenus à des conclusions contradictoires : pour Thompson, le film a été un succès au box-office, tandis qu'il a été un échec pour Pratt. Cependant, tous deux s'accordent à dire que le film a connu un plus grand succès commercial dans les grandes villes que dans les cinémas des petites communautés, où les goûts sont considérés comme plus conservateurs.
Le Cabinet du docteur Caligari ne bénéficie pas immédiatement d'une large distribution en France en raison des craintes suscitées par l'importation de films allemands, mais le réalisateur Louis Delluc en organise une projection le 14 novembre 1921, au cinéma Colisée à Paris, dans le cadre d'une représentation au profit de la Croix-Rouge espagnole. Par la suite, la société Cosmograph acquiert les droits de distribution du film et l'a projeté en avant-première au Ciné-Opéra le 2 mars 1922. Caligari reste à l'affiche dans une seule salle parisienne pendant sept années consécutives, un record resté intact jusqu'à la sortie d'Emmanuelle (1974). Selon Janowitz, Caligari a également été projeté dans des villes européennes comme Londres, Rome, Amsterdam, Stockholm, Bruxelles, Prague, Vienne, Budapest et Bucarest, ainsi qu'en dehors de l'Europe, en Chine, au Japon, en Inde et en Turquie, et également dans des pays d'Amérique du Sud.

## Réception

### Accueil critique

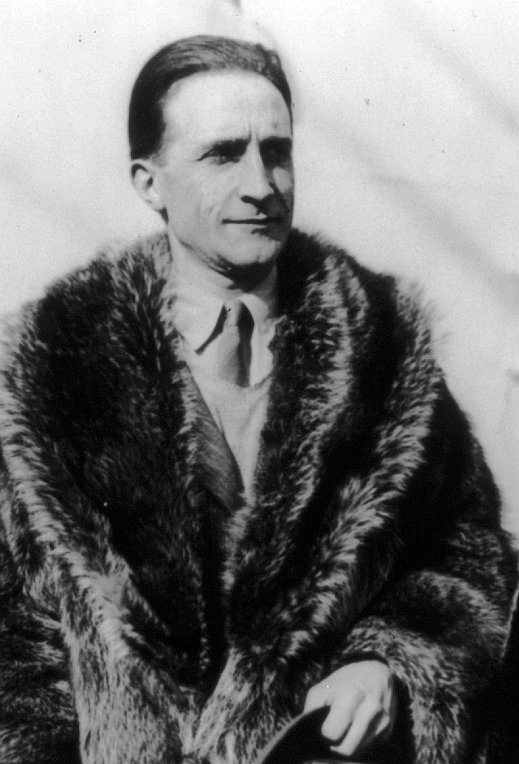
Les décors du Cabinet du docteur Caligari furent parfois comparés aux travaux de Marcel Duchamp, ici en 1927.

Les avis divergent quant à la façon dont Caligari a été accueilli par le public et les critiques lors de sa sortie. Stephen Brockmann, Anton Kaes et Kristin Thompson affirment qu'il a été apprécié par le grand public et respecté par les critiques,,. Robinson déclare ainsi : « Les critiques allemands, presque sans exception, [vont] de l'approbation à l'extase »,. Kracauer affirme que les critiques sont « unanimes à louer Caligari comme la première œuvre d'art à l'écran »,, mais concède que le film est « trop intellectuel pour devenir populaire en Allemagne »,. Selon Barlow, Caligari fait souvent l'objet de critiques réservées, ce qu'il explique par le fait que les premiers critiques de cinéma tentent d'assigner des définitions fixes au jeune art du cinéma, et ont donc du mal à accepter les éléments bizarres et inhabituels de Caligari. Certains critiques jugent que le film imite trop fidèlement une production théâtrale. D'autres observateurs, comme le critique Herbert Ihering et le romancier Blaise Cendrars, s'opposent à la présentation de l'histoire comme le délire d'un fou. Ils estiment que cela dévalorise l'expressionnisme en tant que forme d'art. Le critique de théâtre Helmut Grosse qualifie le style visuel du film de cliché et de dérivé, le décrivant comme un « dessin animé et une reproduction de dessins plutôt que de ce qui s'est réellement passé sur scène »,. Plusieurs critiques, comme Kurt Tucholsky et Blaise Cendrars, déplorent l'utilisation de vrais acteurs devant des décors peints artificiellement, expliquant que cela crée un manque de cohérence dans le style. Le critique Herbert Ihering a repris ce point dans une critique de 1920 : « Si les acteurs jouent sans énergie et évoluent dans des paysages et des pièces formellement « excessifs », le principe de continuité fait défaut »,.
Les avis divergent quant à la réception du film en Amérique. Selon Robinson, la réaction des critiques américains a été largement positive et enthousiaste. Kaes, lui, affirme au contraire les critiques et le public américains sont divisés : certains louent sa valeur artistique tandis que d'autres, en particulier ceux qui se méfient de l'Allemagne après la Première Guerre mondiale, souhaitent l'interdire complètement. Certains membres de l'industrie cinématographique hollywoodienne se sentent menacés par cette rivalité potentielle et se prononcent contre la sortie de Caligari, la qualifiant d'« invasion étrangère »,. Néanmoins, le film reste populaire aux États-Unis. Plusieurs critiques américains le comparent à une histoire d'Edgar Allan Poe, notamment une critique parue en 1921 dans le magazine Variety. Cette critique loue la mise en scène et le « tempo parfait » du film, ainsi que les décors qui « enferment et orientent le regard, et à travers le regard la mentalité »,. Une critique du New York Times le compare à l'art moderne, rapprochant les décors du film au Nu descendant un escalier (N°2) de Marcel Duchamp. La critique ajoute que le film « donne des dimensions et un sens à la forme, en en faisant une partie active de l'histoire, au lieu d'être simplement un arrière-plan conventionnel et inerte », ce qui confère au film son importance en tant qu'œuvre cinématographique. Albert Lewin, un critique devenu par la suite réalisateur et scénariste, dit de Caligari qu'il est « le seul film sérieux, projeté en Amérique jusqu'à présent, qui donne des frissons et un choc authentiques comparables à l'art »,. Un article paru dans l'édition de novembre 1921 de Exceptional Photoplays, une publication indépendante éditée par le National Board of Review of Motion Pictures, soutient que Caligari « occupe la position de mérite artistique unique » et que les films américains, en comparaison, semblent avoir été conçus pour « des adultes de neuf ans d'âge mental »,.
Si Le Cabinet du docteur Caligari rencontre un succès critique en France, le film divise les cinéastes français après sa sortie. Abel Gance le qualifie de « superbe » et écrit : « Quelle leçon pour tous les réalisateurs ! ». Également conquis, le cinéaste René Clair dit que Caligari « renverse le dogme réaliste » du cinéma. Le critique de cinéma et réalisateur Louis Delluc vante quant à lui le rythme du film : « D'abord lent, délibérément laborieux, il cherche à irriter. Puis, lorsque les motifs en zigzag de la fête foraine se mettent à tourner, le rythme s'emballe, agitato, accelerando, et ne s'arrête qu'au mot 'Fin', aussi brusquement qu'une gifle ». Jean Epstein, en revanche, le qualifie d'« exemple de premier ordre de l'abus du décor au cinéma » et affirme qu'il « représente une grave maladie du cinéma ». De même, Jean Cocteau le qualifie de « premier pas vers une grave erreur qui consiste à photographier platement des décors excentriques, au lieu d'obtenir la surprise par le moyen de la caméra ». Le critique français Frédéric-Philippe Amiguet écrit à propos du film : « Il a l'odeur de la nourriture avariée. Il laisse un goût de cendres dans la bouche ». Le réalisateur russe Sergueï Eisenstein déteste particulièrement Caligari, le qualifiant de « combinaison d'hystérie silencieuse, de toiles partiellement colorées, d'aplats barbouillés, de visages peints, et de gestes et actions brisés contre nature de chimères monstrueuses ».
Alors que les premières critiques sont plus divisées, les critiques et historiens du cinéma modernes louent largement Caligari comme un film révolutionnaire. Le critique Roger Ebert le qualifie de « premier vrai film d'horreur »,, tandis que le critique Danny Peary le considère comme le premier film culte de l'histoire du cinéma. En octobre 1958, Caligari est classé douzième meilleur film de tous les temps lors d'un sondage organisé à l'Exposition universelle de Bruxelles,. Avec la participation de 117 critiques de cinéma, cinéastes et historiens du monde entier, il s'agit du premier sondage universel sur l'histoire du cinéma,. Pour l'historien du cinéma américain Lewis Jacobs, « le rendu stylisé du film, sa dimension inquiétante, son absence d'explication et ses décors déformés étaient nouveaux pour le monde du cinéma »,. L'historien et critique de cinéma Paul Rotha écrit à son sujet : « Pour la première fois dans l'histoire du cinéma, le réalisateur a travaillé à travers la caméra et a rompu avec le réalisme à l'écran ; il a montré qu'un film pouvait être efficace sur le plan dramatique lorsqu'il n'était pas réaliste et enfin, ce qui est de la plus haute importance, que l'esprit du public pouvait être impliqué sur le plan psychologique »,. De même, Arthur Knight indique dans le magazine Rogue :« Plus que tout autre film, [Caligari] a convaincu les artistes, les critiques et le public que le cinéma était un moyen d'expression artistique »,. Entertainment Weekly inclut Caligari dans son Guide des plus grands films jamais réalisés de 1994, le qualifiant de « film muet de référence » et affirmant que « la direction artistique d'aucun autre film n'a jamais proposé une vision aussi originale de la démence »,.
Sur le site web d'agrégation de critiques Rotten Tomatoes, il reçoit une note d'approbation de 96 % d'après 82 critiques, avec une note moyenne de 9,3⁄10. Selon le consensus critique du site, « Le Cabinet du docteur Caligari, qui constitue sans doute le premier véritable film d'horreur, a placé la barre très haut pour le genre — et reste terrifiant près d'un siècle après avoir crevé l'écran »,.

### Héritage
Le Cabinet du docteur Caligari est considéré comme la quintessence du cinéma expressionniste allemand et en est de loin l'exemple le plus célèbre,,,,,. Il est considéré comme un classique du cinéma, souvent projeté dans les cours d'introduction au cinéma, dans les sociétés cinématographiques et dans les musées. Il est également l'un des films allemands les plus célèbres de l'ère du muet. Caligari a contribué à attirer l'attention du monde entier sur la valeur artistique du cinéma allemand,, tout en apportant une légitimité au cinéma parmi les intellectuels littéraires en Allemagne même. Lotte Eisner déclare que c'est dans l'expressionnisme, tel qu'il est incarné par Caligari, que « le cinéma allemand a trouvé sa véritable nature »,. Le terme « caligarisme » a été inventé en conséquence, pour désigner un style de films similaires qui se concentrent sur des thèmes tels que la folie bizarre et l'obsession, en particulier par les biais de la distorsion visuelle. L'expressionnisme arrive tardivement au cinéma et, au moment de la sortie de Caligari, de nombreux critiques allemands estiment que cette forme d'art a déjà été commercialisée et banalisée,,,. Des auteurs aussi connus que Kasimir Edschmid, René Schickele et Yvan Goll ont déjà déclaré la mort du mouvement expressionniste lorsque Caligari est sorti en salles. Peu d'autres films purement expressionnistes ont été produits, et Caligari en constitue le seul film facilement accessible pendant plusieurs décennies,. Parmi les quelques films qui ont pleinement adopté le style expressionniste, on peut citer Genuine (1920) et Raskolnikow (1923), tous deux réalisés par Wiene, ainsi que De l'aube à minuit (Von morgens bis mitternachts, 1920), Torgus (1921), La Maison Lunaire (Das Haus zum Mond, 1921), Haus ohne Tür und ohne Fenster (1921) et Le Cabinet des figures de cire (Das Wachsfigurenkabinett, 1924),.
Si peu d'autres films purement expressionnistes ont été réalisés, Le Cabinet du docteur Caligari a néanmoins exercé une influence majeure sur d'autres réalisateurs allemands. De nombreux éléments expressionnistes du film — notamment l'utilisation du décor, de la lumière et des ombres pour représenter la psychologie sombre de ses personnages — sont désormais répandus dans le cinéma allemand,. Parmi les films qui ont eu recours à ces techniques, on peut citer Nosferatu le vampire (1922) et Le Dernier des hommes (1924) de Murnau,,, Les Mystères d'une âme (1926) de G. W. Pabst et Metropolis (1927) et M le maudit (1931) de Fritz Lang,. Le succès de Caligari a également une incidence sur la façon dont les films allemands sont produits dans les années 1920. Par exemple, la majorité des grands films allemands des années suivantes s'éloignent des tournages en extérieur et sont entièrement filmés en studio,, ce qui donne beaucoup plus d'importance aux décorateurs dans le cinéma allemand. Robinson affirme que cela a conduit à l'émergence d'un grand nombre de décorateurs de cinéma — tels que Hans Dreier, Rochus Gliese, Albin Grau, Otto Hunte, Alfred Junge, Erich Kettelhut et Paul Leni — et que cet effet s'est fait sentir à l'étranger, puisque nombre de ces talents ont ensuite émigré d'Allemagne avec la montée du Parti national-socialiste des travailleurs allemands. De plus, le succès de l'effort de collaboration de Caligari — y compris son réalisateur, ses décorateurs et ses acteurs — a influencé la production cinématographique ultérieure en Allemagne pendant de nombreuses années, faisant du travail d'équipe une caractéristique du cinéma allemand de la République de Weimar.
L'influence du Cabinet du docteur Caligari se fait sentir non seulement dans le cinéma allemand, mais aussi au niveau international,,. Paul Rotha et l'historien du cinéma William K. Everson écrivent tous deux que le film a probablement eu autant d'effet à long terme sur les réalisateurs d'Hollywood que Le Cuirassé Potemkine (Бронено́сец «Потёмкин», 1925). Dans son livre The Film Til Now, Rotha écrit que Caligari et Potemkine sont « les deux avancées les plus importantes dans le développement du cinéma »,. Il déclare également que Caligari « a servi à attirer vers le public du cinéma de nombreuses personnes qui avaient jusqu'alors considéré le film comme le niveau le plus bas de l'intelligence »,. Caligari influence le style et le contenu des films hollywoodiens dans les années 1920 et au début des années 1930,, notamment des films comme The Bells (1926), L'homme qui rit (The Man Who Laughs, 1928) et Double Assassinat dans la rue Morgue (Murders in the Rue Morgue, 1932),. Il a une influence majeure sur les films d'horreur américains des années 1930, dont certains mettent en scène un antagoniste utilisant des capacités surnaturelles semblables à celles de Caligari pour contrôler les autres. C'est le cas de Dracula (1931), Svengali (1931) et Le Génie fou (The Mad Genius, 1931). Selon Kaes, les éléments stylistiques de Caligari, et le personnage de Cesare en particulier, ont influencé les films d'horreur des Studios Universal des années 1930, qui mettaient souvent en scène une sorte de monstre, comme Frankenstein (1931), La Momie (The Mummy, 1932), Le Chat noir (The Black Cat, 1934) et La Fiancée de Frankenstein (Bride of Frankenstein, 1935),. L'expressionnisme de Caligari influence également les films d'avant-garde américains, en particulier ceux qui utilisent des décors fantastiques pour illustrer un environnement inhumain dominant un individu. Parmi les premiers exemples, citons La Chute de la maison Usher (The Fall of the House of Usher, 1928), Le Dernier Moment (The Last Moment, 1928) et The Life and Death of 9413: a Hollywood Extra (1928). LoBrutto écrit : « Peu de films dans l'histoire du cinéma ont eu plus d'influence sur l'avant-garde, l'art et le cinéma étudiant que Caligari »,.
Caligari et l'expressionnisme allemand influencent fortement les films noirs américains des années 1940 et 1950, tant par leur style visuel que par leur tonalité narrative,,. Les films noirs ont tendance à présenter tout le monde, même les innocents, comme des objets de suspicion, ce qui est un thème central de Caligari. Le genre emploie également plusieurs éléments expressionnistes dans son style visuel sombre et ombragé, sa photographie stylisée et abstraite, ainsi que son maquillage et son jeu d'acteur déformés et expressifs. Caligari sert également d'inspiration pour les films produits en Union soviétique, tels que Aelita (Аэлита, 1924) et Le Manteau (Шинель, 1926). Certains observateurs remarquent que les films en noir et blanc d'Ingmar Bergman ressemblent aux films allemands des années 1920, et l'historien du cinéma Roy Armes va jusqu'à le qualifier de « véritable héritier » de Caligari. Cependant, Bergman minimise lui-même l'influence qu'a eu l'expressionnisme allemand sur son œuvre. Caligari affecte également le théâtre. Siegfried Kracauer écrit que l'utilisation de l'iris dans le cinéma a été imitée dans des productions théâtrales, l'éclairage étant utilisé pour distinguer un acteur isolé. Le film influence également la mise en scène de l'adaptation au théâtre du roman Locus Solus (1914) de Raymond Roussel, représentée en 1922 au Théâtre Antoine. Pierre Veber rejette « un décor cubiste copié dans Le Docteur Caligari », tandis qu'une gazette anonyme ironise sur le jeu des comédiens : 
Caligari reste l'un des films de la République de Weimar les plus discutés et controversés. Deux ouvrages majeurs ont largement contribué à façonner la perception du film et son effet sur le cinéma dans son ensemble : From Caligari to Hitler (1947) de Siegfried Kracauer et L'écran démoniaque (1974) de Lotte Eisner,,. From Caligari to Hitler fonde ses affirmations en grande partie sur un manuscrit inédit de Hans Janowitz intitulé Caligari : The Story of a Famous Story, qui attribue à Janowitz et Carl Mayer le mérite principal de la réalisation de Caligari,,. Mike Budd écrit à propos du livre de Kracauer : « Aucune interprétation particulière n'a autant éclairé un film ou une période que l'approche socio-psychologique de Kracauer au sujet de Caligari et du cinéma de la République de Weimar »,. Avant la publication de From Caligari to Hitler, peu de critiques avaient déduit une quelconque signification politique symbolique du film, mais l'argument de Kracauer selon lequel il symbolise l'obéissance des Allemands à l'autorité et une prémonition de l'ascension d'Adolf Hitler a radicalement changé les attitudes à l'égard de Caligari. Nombre de ses interprétations du film sont toujours acceptées,,,, même par ceux qui ne sont pas du tout d'accord avec ses hypothèses générales,, et ce même si certaines affirmations de Kracauer ont été réfutées, comme sa déclaration selon laquelle le scénario original ne comportait pas de récit-cadre. Le livre d'Eisner place quant à lui Caligari dans un contexte historique en identifiant comment il a influencé les caractéristiques expressionnistes d'autres films des années 1920,.
L'historien du cinéma David Robinson affirme que Wiene, bien qu'il soit le réalisateur de Caligari, est souvent le moins crédité pour sa production. Il pense que cela est dû en partie au fait que Wiene est mort en 1938, moins longtemps après la sortie du film que tous les autres collaborateurs majeurs, si bien qu'il n'a pas pu défendre sa participation à l'œuvre pendant que d'autres s'en sont attribué le mérite. De fait, Robinson considère que Caligari a fini par nuire à la réputation de Wiene, car ses films suivants n'ont pas connu le même succès. Il est donc souvent considéré, à tort, comme « le réalisateur d'un seul film » pour lequel Caligari a été « un coup de chance »,.

## Analyse

### Anti autoritarisme

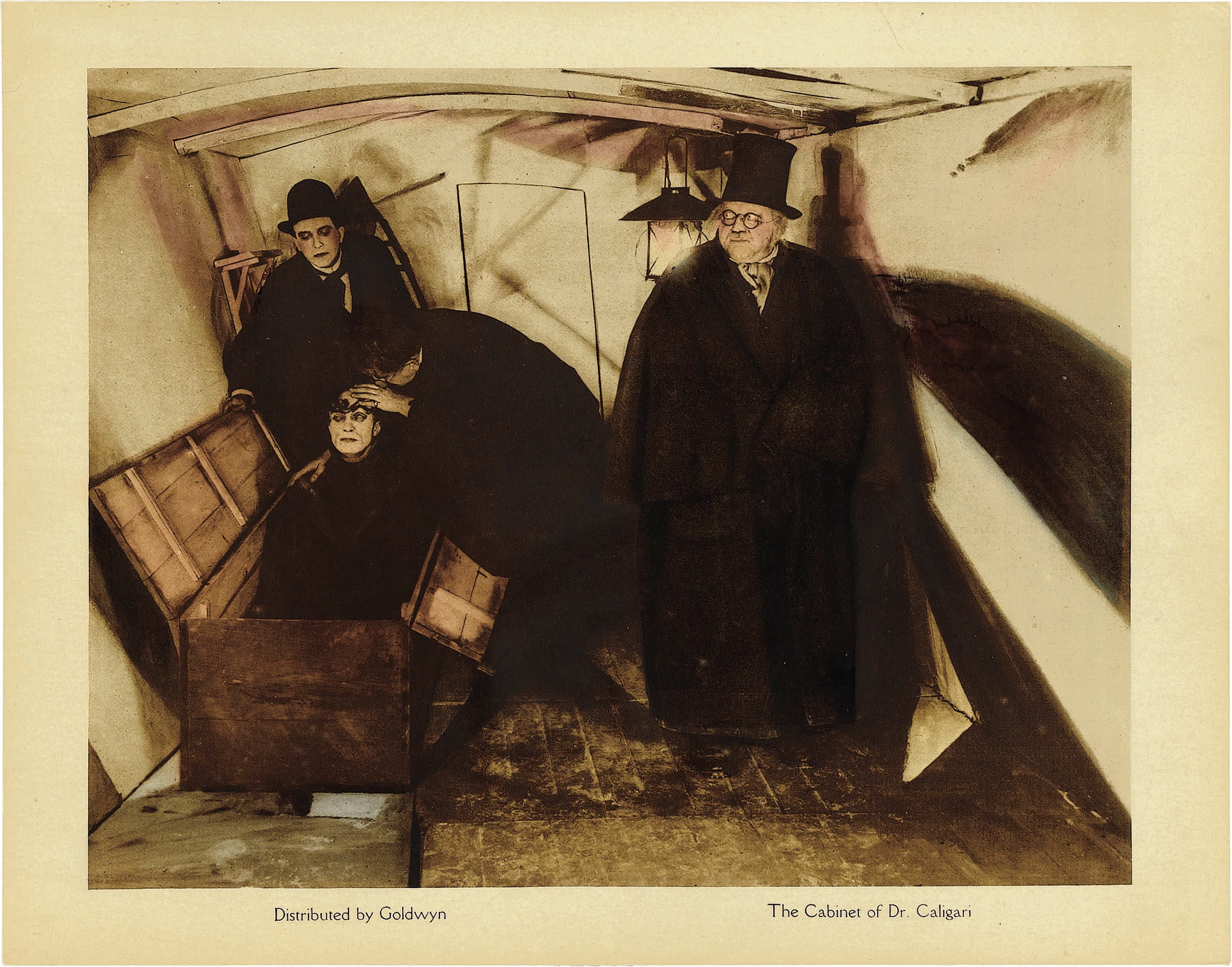
Lobby card représentant le docteur examinant Cesare, le somnambule.

Le Cabinet du docteur Caligari, comme plusieurs autres films de la République de Weimar après lui, aborde le thème d'une autorité brutale et irrationnelle en faisant d'une figure d'autorité violente voire folle son antagoniste,. Selon Kracauer, Caligari est le symbole du gouvernement de guerre allemand et des dérives inhérentes au système allemand. Le personnage « représente une autorité illimitée qui idolâtre le pouvoir en tant que tel et qui, pour satisfaire sa soif de domination, viole impitoyablement tous les droits et valeurs de l'Homme »,. De même, John D. Barlow décrit Caligari comme un exemple du pouvoir et de l'autorité tyranniques qui sévissent depuis longtemps en Allemagne, tandis que Cesare représente « l'homme ordinaire à l'obéissance inconditionnelle »,,. Selon Janowitz, Cesare représente le citoyen ordinaire qui est conditionné pour tuer ou être tué, tout comme les soldats sont entraînés pendant leur service militaire. Caligari symbolise quant à lui le gouvernement allemand qui envoie ces soldats mourir à la guerre,. Le contrôle que Caligari exerce sur l'esprit et les actions des autres aboutit au chaos et à la perversion morale et sociale. Cesare est dépourvu de toute individualité et n'est qu'un outil de son maître ; Barlow écrit qu'il est si dépendant de Caligari qu'il tombe raide mort lorsqu'il s'éloigne trop de la source de sa subsistance, « comme une machine qui n'a plus de carburant »,.
Dans son livre From Caligari to Hitler, Kracauer soutient que le personnage de Caligari est symptomatique d'un besoin subconscient de la société allemande pour un tyran, qu'il appelle « l'âme collective » allemande,,. Kracauer affirme que Caligari et Cesare sont des prémonitions d'Adolf Hitler et de son règne sur l'Allemagne, et que son contrôle sur le somnambule préfigure certains aspects de la mentalité qui a permis l'ascension du parti nazi,,. Il qualifie l'utilisation de l'hypnotisme par Caligari pour imposer sa volonté de préfiguration de la « manipulation de l'âme » d'Hitler. Kracauer décrit le film comme un exemple de l'obéissance allemande à l'autorité et de l'échec ou du manque de volonté de se rebeller contre une autorité dérangée. Il ajoute que le film reflète le « repli général » dans une coquille qui s'est produit dans l'Allemagne d'après-guerre. Cesare symbolise ceux qui n'ont pas d'esprit propre et doivent suivre les chemins des autres ; Kracauer écrit qu'il préfigure un avenir allemand dans lequel « des Caligaris autoproclamés hypnotisent d'innombrables Cesares pour les pousser au meurtre »,. Barlow rejette les affirmations de Kracauer selon lesquelles le film glorifie l'autorité « simplement parce qu'il n'a pas fait de déclaration moralisatrice à son encontre », et soutient que le rapprochement entre Caligari et Hitler repose sur l'état d'esprit véhiculé par le film, et non sur une approbation de ce tyran de la part du film.
Dans Le Cabinet du docteur Caligari, la vie quotidienne est marquée par une domination tyrannique. Les autorités sont en haut de l'échelle, au-dessus de leurs interlocuteurs, et occupent leurs bureaux à l'abri des regards au bout de longs escaliers inaccessibles. La plupart des personnages du film sont des caricatures qui s'intègrent parfaitement aux rôles sociaux établis, comme les citoyens indignés qui poursuivent un ennemi public, la police autoritaire qui fait preuve de respect envers ses supérieurs, le secrétaire de mairie bureaucratique souvent harcelé et les employés de l'asile qui agissent comme des « petits hommes en costume blanc » stéréotypés. Seuls Caligari et Cesare sont atypiques par rapport à ces fonctions, servant plutôt, selon les mots de Barlow, « d'abstractions des peurs sociales, d'incarnations des forces démoniaques d'un monde cauchemardesque que la bourgeoisie avait peur de reconnaître, où l'affirmation de soi est poussée à un pouvoir volontaire et arbitraire sur les autres »,. Kracauer estime que le film présente un contraste entre la domination rigide, représentée par des personnages tels que Caligari et le secrétaire de mairie, et le chaos, symbolisé par la foule de la foire et le mouvement sans fin des manèges,. Selon lui, le film ne permet aucun compromis entre ces deux extrêmes, et les spectateurs sont contraints d'embrasser soit la folie, soit la rigidité autoritaire, ce qui laisse peu de place à la liberté humaine,. Il écrit à ce sujet : « Le Cabinet du docteur Caligari expose une âme qui oscille entre la tyrannie et le chaos, et qui se trouve dans une situation désespérée : toute échappatoire à la tyrannie semble la précipiter dans un état de confusion totale »,.
Caligari n'est pas le seul personnage du film à incarner une autorité hautaine. En effet, il est lui-même victime de cette autorité sévère lors de la scène avec le secrétaire de mairie dédaigneux, qui le repousse et l'ignore pour se concentrer sur sa paperasse,. L'historien du cinéma Thomas Elsaesser considère que le déchaînement meurtrier de Caligari à travers Cesare peut être vu comme une tendance rebelle et anti-autoritaire en réponse à de telles expériences, en dépit de son propre autoritarisme. Le décor expressionniste de cette scène amplifie encore le pouvoir du fonctionnaire et la faiblesse de son suppliant ; le greffier domine, sur une chaise excessivement haute, Caligari, petit et humilié,. La scène représente les différences de classe et de statut, et transmet l'expérience psychologique d'être à la fois outragé et impuissant face à une bureaucratie insignifiante. Un autre motif visuel commun est l'utilisation d'escaliers pour illustrer la hiérarchie des figures d'autorité, comme les multiples escaliers menant au quartier général de la police, et les trois escaliers qui mènent à Caligari dans l'asile.
Le personnage de Francis exprime un ressentiment à l'égard de toutes les formes d'autorité, en particulier à la fin du récit-cadre, lorsqu'il a l'impression d'avoir été placé dans une institution du fait de la folie des autorités, et non parce que son état présente un problème quelconque. Francis peut être considéré, du moins dans le récit principal, comme un symbole de la raison triomphant du tyran irrationnel et démasquant l'absurdité de l'autorité sociale,. Mais Kracauer soutient que le récit-cadre affaiblit cette prémisse. Il affirme que sans le récit-cadre, l'histoire des efforts de Francis contre Caligari aurait été un exemple louable d'indépendance et de rébellion contre l'autorité. Cependant, avec l'ajout du récit-cadre, qui remet en question la véracité des affirmations de Francis, Kracauer considère que le film glorifie l'autorité et transforme une histoire réactionnaire en un film autoritaire,,, : « Le résultat de ces modifications fut de falsifier l'action et de la réduire finalement aux délires d'un fou »,. Selon Kracauer, ces modifications ne sont pas nécessairement intentionnelles, mais plutôt une « soumission instinctive aux nécessités de l'écran », car les films commerciaux doivent « répondre aux désirs de la masse »,. Fritz Lang pense au contraire que le récit-cadre rend les penchants révolutionnaires du film plus convaincants. David Robinson déclare qu'avec le temps, les cinéphiles ont été moins enclins à interpréter le film comme une justification de l'autorité parce que les spectateurs modernes sont devenus plus sceptiques à l'égard de l'autorité en général, et sont plus enclins à croire l'histoire de Francis et à penser que le directeur de l'asile enferme Francis pour le faire taire à tort.

### Perspective et perception de la réalité
Un autre thème majeur du Cabinet du docteur Caligari est, selon Stephen Brockmann, « le contraste entre la folie et la santé mentale et, par conséquent, la déstabilisation de la notion même de santé mentale »,. À la fin du film, selon Brockman, les spectateurs réalisent que l'histoire qu'ils ont regardée a été racontée du point de vue d'un narrateur fou et qu'ils ne peuvent donc pas accepter ce qu'ils ont vu comme étant fiable. Les abstractions visuelles inhabituelles du film et d'autres éléments stylisés servent à dépeindre le monde tel qu'il est perçu par un fou. De même, le film présente l'histoire comme un cauchemar et le récit-cadre comme le monde réel. John D. Barlow affirme que le film illustre un thème expressionniste commun selon lequel « la perception ultime de la réalité apparaîtra déformée et insensée pour un homme sain et raisonnable »,. Le film rappelle que toute histoire racontée par le biais d'un flash-back est basée sur le point de vue de son narrateur. À la fin du film, le directeur de l'asile n'indique pas vouloir du mal à Francis. Il semble même au contraire se soucier réellement de ses patients, selon Barlow. Mais Francis croit néanmoins être persécuté, et Caligari joue le rôle du bourreau dans l'histoire qu'il a racontée.
Cependant, les éléments visuels expressionnistes du film sont présents non seulement dans le récit principal, mais aussi dans les scènes de prologue et d'épilogue du récit-cadre, qui sont censées être un compte rendu objectif de la réalité,,,,. Par exemple, les scènes du récit-cadre comportent toujours des arbres aux branches semblables à des tentacules et un haut mur inquiétant en arrière-plan. D'étranges motifs de feuilles et de lignes sont visibles sur le banc sur lequel Francis est assis, des motifs géométriques ressemblant à des flammes sont visibles sur les murs, et sa cellule d'asile a la même forme déformée que dans le récit principal. Si l'histoire principale est strictement le délire d'un fou, le récit-cadre devrait être complètement dépourvu de ces éléments. Mais le fait qu'ils soient présents ne permet pas non plus de savoir si cette perspective peut être considérée comme fiable,,. Au lieu de cela, le film n'offre aucun monde réaliste ou normal à opposer au monde tordu et cauchemardesque décrit par Francis. Par conséquent, après la scène finale du film, on peut considérer comme ambiguë la question de savoir si c'est Francis ou le directeur de l'asile qui est vraiment fou, ou si les deux le sont,,. De même, le dernier plan du film, avec un iris qui s'estompe pour laisser place à un gros plan sur le visage du directeur de l'asile, crée un doute supplémentaire quant à savoir si le personnage est réellement sain d'esprit et digne de confiance,. Selon Brockman, « en fin de compte, le film n'est pas seulement l'histoire d'un malheureux fou ; il s'agit d'un monde entier qui est peut-être déséquilibré »,. Mike Budd note que, pendant la scène où les médecins de l'asile attachent Francis, ses mouvements imitent étroitement ceux de Caligari dans une scène similaire de l'histoire principale. Cela suggère une « logique de répétition du rêve » qui jette une confusion supplémentaire sur quelle perspective est la réalité.
Au-delà des circonstances individuelles de Francis, l'utilisation de la perspective du narrateur dans Le Cabinet du Docteur Caligari peut être considérée comme le reflet de la conception du monde des scénaristes. Mayer et Janowitz sont des pacifistes opposés à ce qu'Eisner décrit comme la volonté des Allemands de s'engager dans les forces obscures, telles que la magie démoniaque et les pouvoirs surnaturels, qui conduisent à la mort sur le champ de bataille. Bien qu'elle ne pense pas qu'il soit possible de réduire la narration ou le film aux croyances de ses créateurs, Eisner affirme que Francis peut être considéré comme une incarnation de la politique de l'anti-naturalisme de l'expressionnisme, à travers laquelle un protagoniste ne voit pas le monde de manière objective, mais a des « visions » qui sont abstraites de l'individualité et de la psychologie. Le cadre de l'asile d'aliénés, pour Eisner, a une signification plus large et témoigne de la réalité sociale dans le contexte de « l'état d'exception »,. Elle ajoute que la tendance militariste et impérialiste du capitalisme monopoliste s'y combine avec ce que Sigmund Freud appellera plus tard le désir de protection d'une figure paternelle tyrannique, ou ce que Kracauer appelle « l'autorité asociale »,.

### Dualité
La dualité est un autre thème abordé dans Le Cabinet du docteur Caligari. En effet, le personnage du Dr Caligari est dépeint dans le récit principal comme un tyran, tandis que dans le récit-cadre, il est présenté comme une autorité respectée et le directeur d'un établissement psychiatrique. Du fait de cette dualité, il est possible pour le spectateur de soupçonner un aspect malveillant de lui à la fin du film, alors même que les preuves indiquent qu'il est un homme gentil et attentionné. Même dans le récit principal, Caligari mène une double vie : il occupe une position respectable en tant que directeur d'asile, mais devient hypnotiseur et meurtrier la nuit. De plus, le personnage est en fait un double du « vrai » Caligari, un mystique du XVIIIe siècle qui obsède le personnage du film au point qu'il désire pénétrer ses secrets les plus intimes et « devenir Caligari »,. Francis a également une double vie, puisqu'il est le protagoniste héroïque du récit principal et le patient d'un asile psychiatrique dans le récit-cadre. Anton Kaes décrit l'histoire que Francis raconte comme un acte de transfert avec son psychiatre, ainsi qu'une projection de son sentiment d'être une victime sous le charme du tout-puissant directeur de l'asile, tout comme Cesare est la victime hypnotisée de Caligari. Le personnage de Cesare sert à la fois de persécuteur et de victime, car il est à la fois un meurtrier et l'esclave malgré lui d'un maître oppresseur,.
Siegfried Kracauer déclare qu'en associant un fantasme dans lequel Francis renverse une autorité tyrannique à une réalité dans laquelle l'autorité triomphe de Francis, Caligari reflète un double aspect de la vie des Allemands, suggérant qu'ils reconsidèrent leur croyance traditionnelle en l'autorité même s'ils l'embrassent. Un contraste entre les différents niveaux de réalité existe non seulement dans les personnages, mais aussi dans la présentation de certaines scènes. Selon Barlow, cela « révèle un contraste entre le calme extérieur et le chaos intérieur »,. Par exemple, les scènes de flashback où Francis lit le journal de Caligari, dans lesquelles on voit le docteur devenir obsédé par l'acquisition de pouvoirs hypnotiques, se déroulent alors que Caligari dort paisiblement dans le présent. Un autre exemple est celui de la foire, qui, à première vue, semble représenter l'amusement et l'évasion, mais qui révèle un sens caché du chaos et du désastre sous la forme de Caligari et Cesare. Cela se retrouve notamment dans les décors, où des ombres noires se détachent sur des murs blancs, mais aussi dans d'autres éléments comme les costumes et le maquillage. Par exemple, Caligari porte principalement du noir, mais des traces blanches sont présentes dans ses cheveux et sur ses gants. Le visage de Cesare est d'un blanc fantomatique, mais les zones sombres de ses yeux sont fortement soulignées de noir. De même, le visage blanc de Jane contraste avec ses yeux sombres et profonds.

### Réflexion sur l'Allemagne d'après-guerre
Des critiques suggèrent que Le Cabinet du docteur Caligari met en lumière certaines des névroses qui caractérisent l'Allemagne d'après-guerre et la République de Weimar au moment de la réalisation du film,, notamment dans l'ombre de la Première Guerre mondiale. À cette époque, l'extrémisme est omniprésent, les réactionnaires contrôlent encore les institutions allemandes et les citoyens craignent les conséquences du traité de Versailles sur l'économie. Kracauer écrit que la paranoïa et la peur dépeintes dans le film sont des signes de ce qui va arriver en Allemagne,, et que le film dépeint une tendance des Allemands à « se replier sur eux-mêmes » et à s'éloigner de l'engagement politique après la guerre,. Pour Vincent LoBrutto, le film peut être considéré comme une analogie sociale ou politique de « l'effondrement moral et physique de l'Allemagne à l'époque, avec un fou en liberté qui fait des ravages dans une société déformée et déséquilibrée, métaphore d'un pays en plein chaos »,.
Anton Kaes, qui a qualifié Le Cabinet du docteur Caligari de « déclaration agressive sur la psychiatrie de guerre, le meurtre et la tromperie », soutient que la question d'Alan à Cesare, « Combien de temps me reste-t-il à vivre ? » reflète le traumatisme vécu par les citoyens allemands pendant la guerre. Cette question est souvent présente dans l'esprit des soldats et des membres de la famille restés au pays et inquiets pour leurs proches dans l'armée. Le désespoir de Francis après le meurtre d'Alan peut également être comparé à celui des nombreux soldats qui ont survécu à la guerre mais ont vu leurs amis mourir sur le champ de bataille. Kaes relève d'autres parallèles entre le film et les expériences de guerre, notant que Cesare attaque Alan à l'aube, une heure courante pour les attaques pendant la guerre. Thomas Elsaesser qualifie Caligari d'« exemple exceptionnel de la façon dont les représentations « fantastiques » dans les films allemands du début des années 1920 semblent porter l'empreinte des pressions exercées par les événements extérieurs, auxquels elles ne se réfèrent que par la violence avec laquelle elles les déguisent et les défigurent »,.

## Suites, remakes et œuvres musicales

### Adaptations et remakes

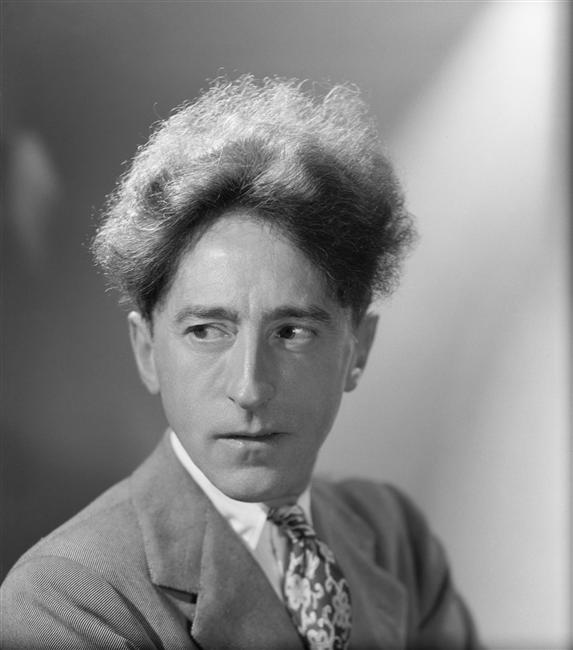
Jean Cocteau est envisagé un temps dans le rôle de Caligari. Le projet de Robert Wiene ne verra pas le jour.

Dans les décennies qui ont suivi la sortie du Cabinet du docteur Caligari, plusieurs tentatives infructueuses sont menées pour produire des suites et des remakes. Robert Wiene achète les droits de Caligari à Universum Film AG en 1934 avec l'intention d'en tourner un remake sonore, projet qui ne voit pas le jour. Il a l'intention de faire jouer le rôle de Cesare par Jean Cocteau. Un scénario, que l'on pense avoir été écrit par Wiene, montre que le style expressionniste aurait été remplacé par un style surréaliste français. En 1944, Erich Pommer et Hans Janowitz tentent chacun de leur côté d'obtenir les droits légaux du film, dans l'espoir d'en faire un remake à Hollywood,. Pommer essaie de montrer qu'il est plus légitime à revendiquer les droits parce que la valeur première du film original ne vient pas selon lui de son scénario, mais « de la manière révolutionnaire dont le film a été produit »,. Cependant, Janowitz et Pommer se heurtent tous deux à des complications liées à l'invalidité de la loi nazie aux États-Unis et à l'incertitude quant aux droits des films sonores et muets,. Janowitz écrit un scénario pour un remake et, en janvier 1945, on lui offre une garantie minimale de 16 000 dollars en échange de 5 % de royalties pour ses droits sur le film original,. La suite doit être réalisée par Fritz Lang, mais le projet ne se concrétise pas,. Plus tard, Janowitz planifie une suite intitulée Caligari II, et tente de la vendre à un producteur hollywoodien pour 30 000 dollars, en vain.

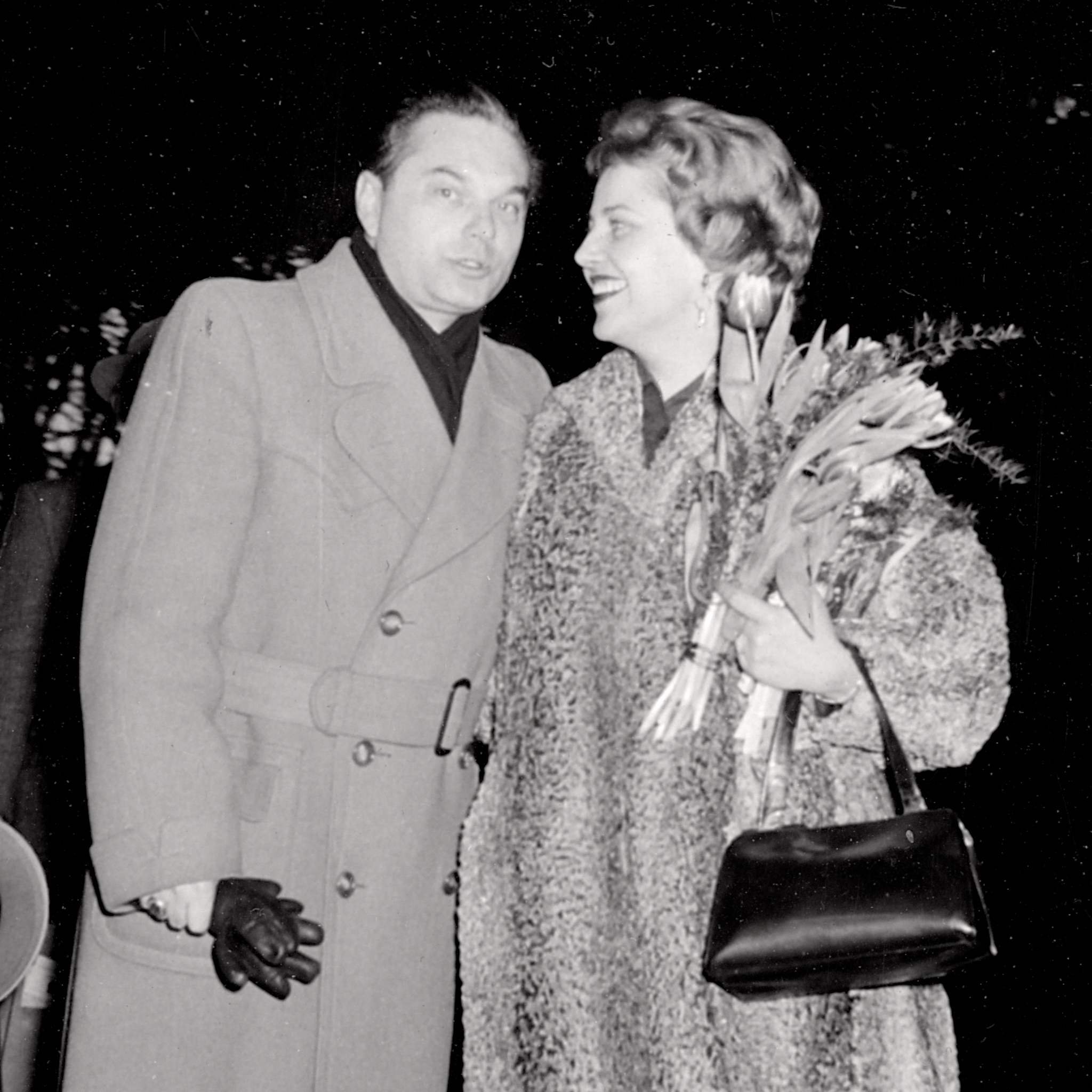
Ernst Matray et sa femme Maria Matray dans les années 1950.

Vers 1947, l'agent hollywoodien Paul Kohner et le cinéaste allemand Ernst Matray envisagent également une suite à Caligari ; Ernst Matray et Maria Matray écrivent un scénario intitulé The Return of Caligari. Ce scénario fait de Caligari un ancien officier nazi et un criminel de guerre, mais le film n'est pas produit,. En 1960, le producteur indépendant d'Hollywood Robert L. Lippert acquiert les droits de Caligari auprès de Matray et d'Universum Film AG pour 50 000 dollars, et produit un film intitulé Le Cabinet du docteur Caligari, qui sort en 1962. Le scénariste Robert Bloch n'a pas l'intention d'écrire un remake de Caligari, mais le titre est imposé à son scénario sans titre par le réalisateur Roger Kay. Le film comporte peu de similitudes avec le Caligari original, à l'exception de son titre et du rebondissement final, qui révèle que l'histoire n'est que le délire de la protagoniste qui croyait être retenue captive par un personnage nommé Caligari. En réalité, il s'agit de son psychiatre, qui la guérit à la fin du film.
Une quasi-suite, intitulée Dr. Caligari, sort en 1989. Réalisée par Stephen Sayadian, elle met en vedette Madeleine Reynal dans le rôle de la petite-fille du Caligari original. Le personnage dirige désormais un asile où il mène des expériences hormonales inhabituelles sur ses patients. En 1992, le metteur en scène Peter Sellars réalise son seul long métrage, Le Cabinet du docteur Ramirez (The Cabinet of Dr. Ramirez), un film expérimental vaguement inspiré de Caligari. Cependant, l'intrigue est créée pendant le tournage du film, de sorte qu'elle ne présente que peu de similitudes avec le film original,. Le film n'est projeté qu'au Festival du film de Sundance en 1992 et n'est jamais sorti en salles. Un remake indépendant de Caligari monté, écrit et réalisé par David Lee Fisher sort en 2005, avec Doug Jones dans le rôle de Cesare,,. Les acteurs jouent devant un fond vert, puis leurs performances sont incrustées dans les décors originaux grâce à la technique du cache/contre-cache (matte),,.

### Musique et scène
De nombreux musiciens ont composé de nouvelles partitions pour accompagner le film. En 1987, le fondateur et directeur artistique du Club Foot Orchestra Richard Marriott crée une partition pour accompagner le film. Le groupe israélien Electronica TaaPet compose une bande originale pour le film et la joue à plusieurs reprises en Israël en 2000. Le compositeur et musicien britannique Geoff Smith compose une nouvelle bande originale pour le film en 2003. Le groupe psychédélique néerlandais Monomyth compose une nouvelle partition et l'interprète lors de la projection de Caligari au festival du film fantastique d'Amsterdam aux Pays-Bas en avril 2016. Bertelsmann/BMG demande à Timothy Brock d'adapter sa partition de 1996 pour orchestre à cordes pour une restauration de 2014 ; Brock dirige la première à Bruxelles le 15 septembre 2014. En 2012, le Chatterbox Audio Theatre enregistre une bande sonore en direct, comprenant les dialogues, les effets sonores et la musique du Cabinet du docteur Caligari, qui est publiée sur YouTube le 30 octobre 2013. Deux nouvelles partitions sont enregistrées pour une sortie DVD de Caligari en 2016 : une partition traditionnelle de Timothy Brock interprétée par le Brussels Philharmonic, et une partition électroacoustique d'Edison Studio, un groupe de compositeurs.
En 1981, la Yorkshire Actors Company propose à Bill Nelson de créer une bande sonore pour une adaptation scénique du film. Cette musique est ensuite enregistrée pour son album Das Kabinet (The Cabinet Of Doctor Caligari) en 1982. En 1983, la chaîne de télévision allemande ZDF confie au compositeur Peter Michael Hamel la création d'une nouvelle partition dans le cadre d'une restauration du film, basée sur une copie de 1921. Le film accompagné de la musique de Hamel est diffusé pour la première fois sur la ZDF en mai 1983, puis sur des chaînes de télévision de plusieurs pays européens, dont l'Espagne et la Pologne, dans les années 1980 et 1990.
Le Cabinet du docteur Caligari est adapté en opéra en 1997 par le compositeur John Moran. La première a lieu à l'American Repertory Theater à Cambridge, Massachusetts, dans une mise en scène de Robert McGrath. En 1999, Joseph Kahn et Rob Zombie réalisent un clip pour le single Living Dead Girl avec une imagerie fortement inspirée du Cabinet du docteur Caligari,. Dans le clip, la femme de Rob Zombie, Sheri Moon Zombie, joue le rôle de Cesare. En 2015, le scénographe et réalisateur indien Deepan Sivaraman adapte le film en une œuvre multimédia d'une heure avec les étudiants de l'Université Ambedkar de Delhi, dans le cadre d'un cours intitulé Space and Spectatorship. La compagnie Connect du Scottish Opera commande à la compositrice Karen MacIver et au librettiste Allan Dunn un opéra basé sur Le Cabinet du docteur Caligari,,, qui est créé en 2016,. Bien qu'il partage la même histoire que le film, le décor est modifié pour Glasgow Green et Gartloch à Glasgow, en Écosse.
En 2020, le groupe de post-rock espagnol Toundra présente sa propre bande originale du film, qui sort exactement 100 ans après la première du film original. L'album se compose de 7 chansons, qui correspondent à la structure du film — séquence du titre d'ouverture, plus six actes du film. Les chansons sont également de la même longueur que les actes, de sorte que la musique peut être jouée le long du film, en parfaite synchronisation. Le film entier avec la musique peut être vu sur la plateforme Vimeo, avec des sous-titres originaux et espagnols.

### Adaptations audio
En 1998, une adaptation audio du Cabinet du docteur Caligari écrite et réalisée par Yuri Rasovsky est publiée par Tangled Web Audio sur cassette audio. La distribution comprend John de Lancie, Kaitlin Hopkins et Robertson Dean. La production reçoit l'Independent Publisher Book Award de la meilleure production audio directe en 1998. En 2008, la BBC Radio 3 diffuse une adaptation audio d'Amanda Dalton intitulée Caligari, avec Luke Treadaway, Tom Ferguson, Sarah McDonald Hughes, Terence Mann et le contreténor Robin Blaze dans le rôle de Cesare. Caligari est un personnage entièrement muet dans cette adaptation.